# Stockholms tunnelbana
Stockholms tunnelbana är ett 110 kilometer långt tunnelbanesystem som betjänar Stockholm med förorter. Tunnelbanan ägs av Region Stockholm. Enheten Trafikförvaltningen ansvarar för det nuvarande tunnelbanenätet under varumärket SL och enheten Förvaltning för utbyggd tunnelbana ansvarar för utbyggnaden av tunnelbanenätet. 
Antalet stationer i bruk är 100, fördelade på de tre delsystemen Gröna, Röda och Blå linjen. Den första tunneln, under Södermalm, togs i trafik med spårvagnar den 30 september 1933 och invigdes för tyngre tunnelbanetåg 1 oktober 1950 tillsammans med en delvis nybyggd sträcka i ytläge till Hökarängen i södra Stockholm. Den senaste utbyggnaden skedde 1994, genom tillkomsten av en tunnelsträcka mellan Bagarmossen och närbelägna Skarpnäck.
Antalet resor är cirka 462 miljoner per år (2019),. Antalet resor är nästan lika stort som för all annan spårbunden trafik i Sverige tillsammans (järnväg 193 miljoner, spårväg 140 miljoner). Trafiken är anbudsupphandlad och drivs sedan 2 november 2009 av MTR Tunnelbanan AB som tillhör det Hongkong-baserade företaget MTR. I november 2025 tar Connecting Stockholm AB över trafiken med ett avtal på 11 år. Connecting Stockholm ägs av Go-Ahead Sverige (55 %) och ComfortDelGro från Singapore (45 %). Go-Ahead Sverige tillhör den brittiska Go-Ahead Group.

## Historik

### Före tunnelbanan
Mot 1800-talets slut började villaförstäder enligt anglosaxisk modell att ta form kring Stockholm. Dessa kunde sammanlänkas med staden genom särskilda ångdrivna förstadsbanor, såsom Djursholmsbanan och Saltsjöbanan. Strax efter förra sekelskiftet kom Stockholms båda spårvägsbolag, Stockholms Nya Spårvägs AB, SNS och Stockholms Södra Spårvägs AB, SSB, liksom vissa förstadsbanor att elektrifiera sina nät. Det gjorde det möjligt att även köra förstadsspårvagnar in till centrala staden. För SNS:s trafik till förstäderna bildades två nya bolag som byggde Brommabanan respektive Råsundabanan. SSB utökade sin trafik via Enskedebanan och Södra Förstadsbanan. Vidare kunde spårvagnar från Södra Lidingöbanan och Norra Lidingöbanan genom avtal fortsätta på innerstadsspårvägarna, från 1925 via Lidingöbron.
I samband med att SNS:s koncession för innerstadsspårvägen löpte ut önskade Stockholms Stad att överta den nu lönsamma spårvägen. För ändamålet bildades 1915 Stockholms Spårvägar, SS, som från 1917 och några år framåt övertog de spårvägar som fanns inom stadsgränserna, vilka nyligen expanderats genom inkorporerandet av Bromma och Brännkyrka.
Resultatet blev ett omfattande nät av spårvägar och förstadsbanor. Vidare planerades ytterligare villaförstäder i bland annat Södra Ängby och Örby. Detta gjorde att man insåg att den expanderande spårvagnstrafiken inte skulle få plats på gatorna. Redan 1910 presenterades ett förslag om underjordisk bana från Stockholms idrottspark till Stadshagen på Kungsholmen, 1920 restes ett förslag om att leda trafiken från Enskedebanan i tunnel, och under hela 1920-talet genomfördes utredningar för olika tunnelbanor under staden.

### Södertunneln
När Örbybanan öppnade 1930 blev tunnelfrågan än mer angelägen och samma år tillsattes 1930 års trafikkommitté under ledning av borgarrådet Yngve Larsson. Kommittén framlade sitt betänkande om Södertunneln och Slussen den 5 februari 1931, och den 30 mars fattade stadsfullmäktige beslutet att bygga Södertunneln; stadens första "underground", tunnelbanan Slussen-Skanstull Kostnaden för tunneln beräknades till 4,5 miljoner kronor, och sprängningsarbetena påbörjades under hösten samma år. Den 30 september 1933 invigdes Södertunneln under Södermalm som ett första steg i att konvertera spårvägarna i södra Stockholms förorter till en tunnelbana genom att en innerstadssträcka med stationer förlades i tunnel. Trafiken utfördes till att en början med det som idag ofta benämns premetro, det vill säga helt separerad trafik med spårvagnar delvis i tunnel. Det är också från denna tid som själva namnet "Tunnelbanan" stammar. De ursprungliga tre stationerna på Södermalm – Slussen, Södra Bantorget (numera Medborgarplatsen) och Ringvägen (numera Skanstull) – skyltades vid entréerna med ett "T" i en cirkel. På vingar på var sin sida om T:et stod orden TUNNEL och BANAN.
Arkitekt för de två första underjordiska stationerna "Ringvägen"  och "Södra Bantorget" var Holger Blom. Förebilden var Berlins U-bahnstationer med delvis synliga stålkonstruktioner strax under gatunivån och väggarna klädda i ljusgult kakel.

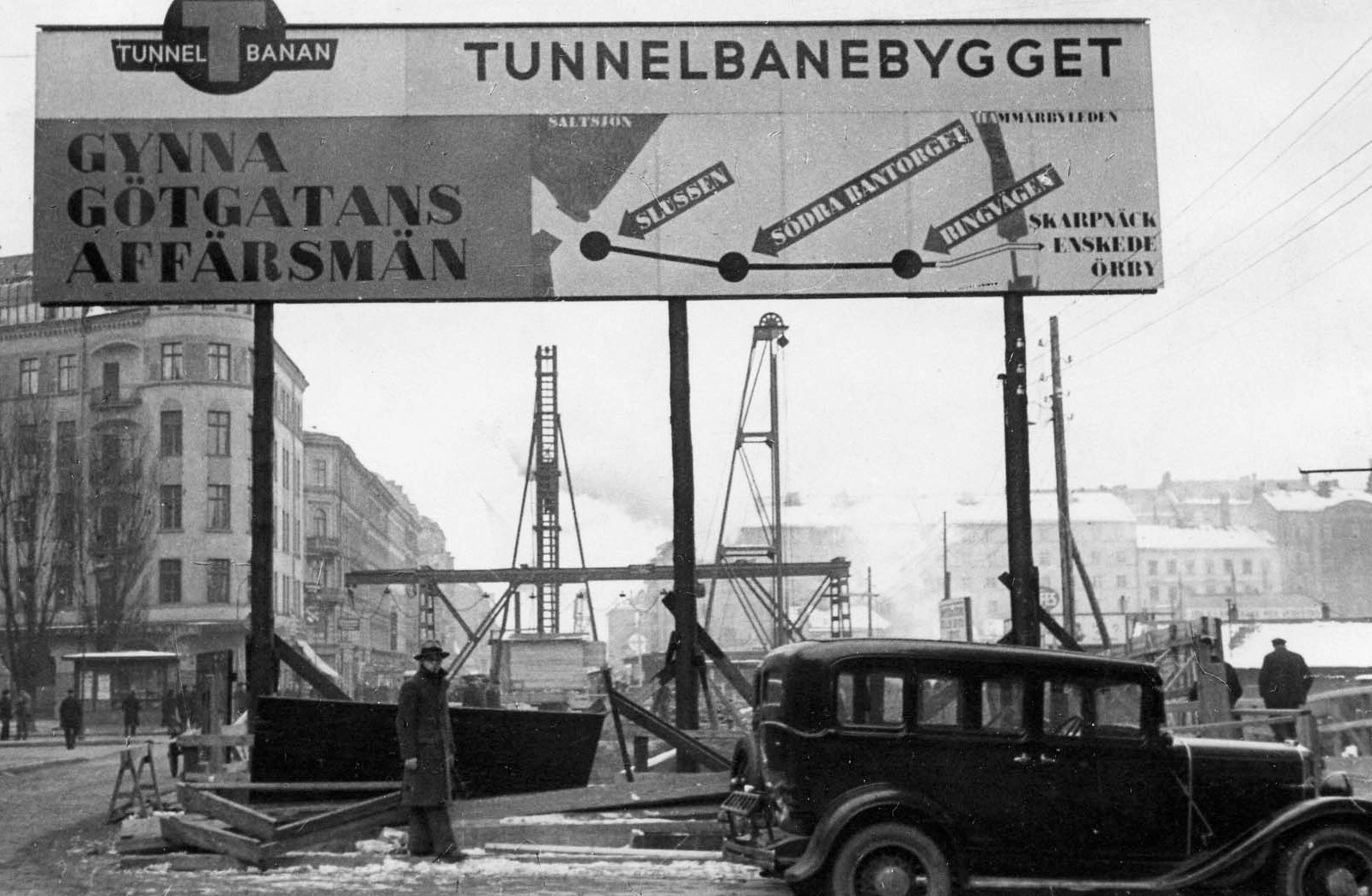
Bygget av Södertunneln, 1933.
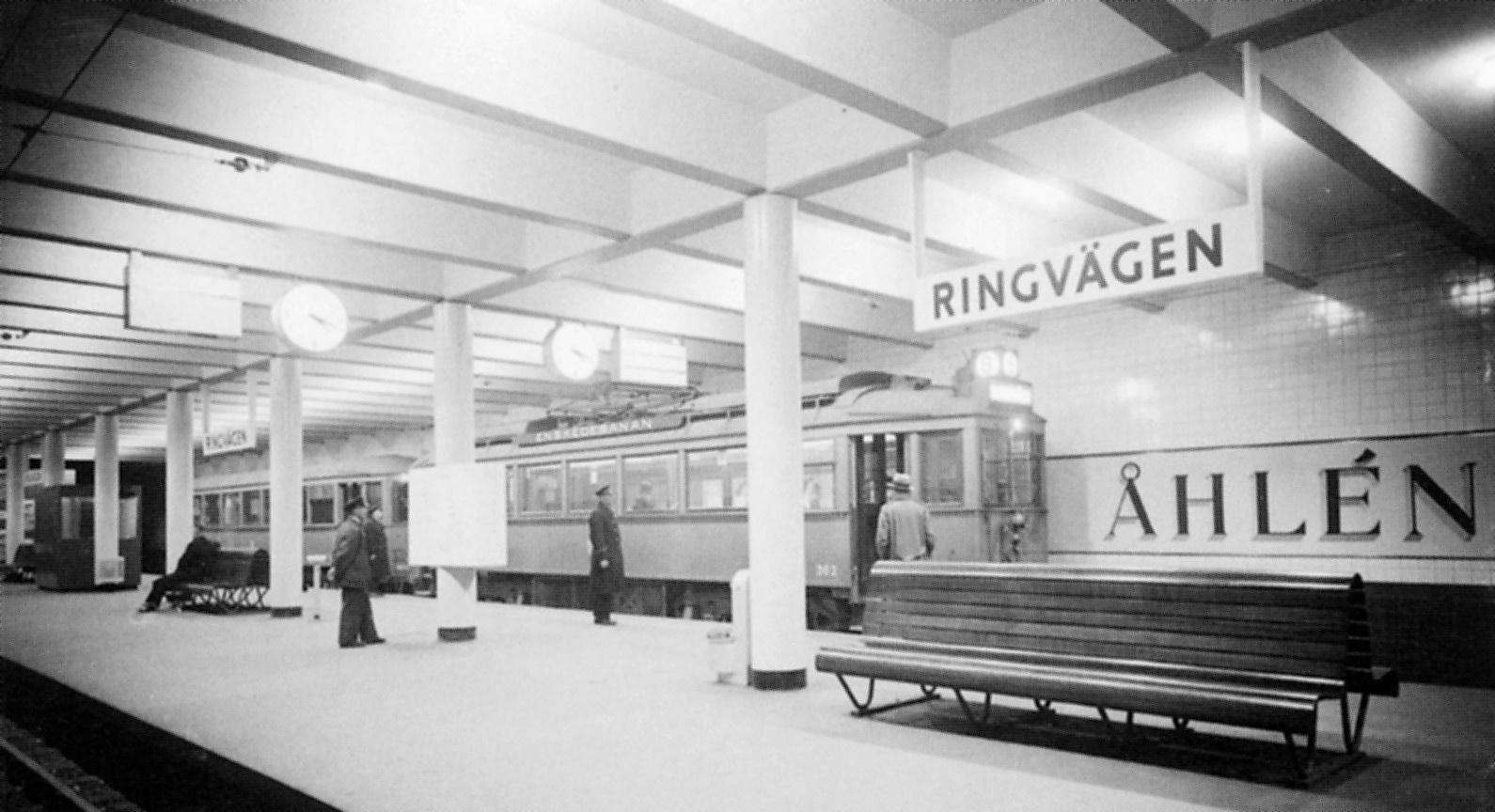
Station "Ringvägen" på 1930-talet (nuvarande station Skanstull).
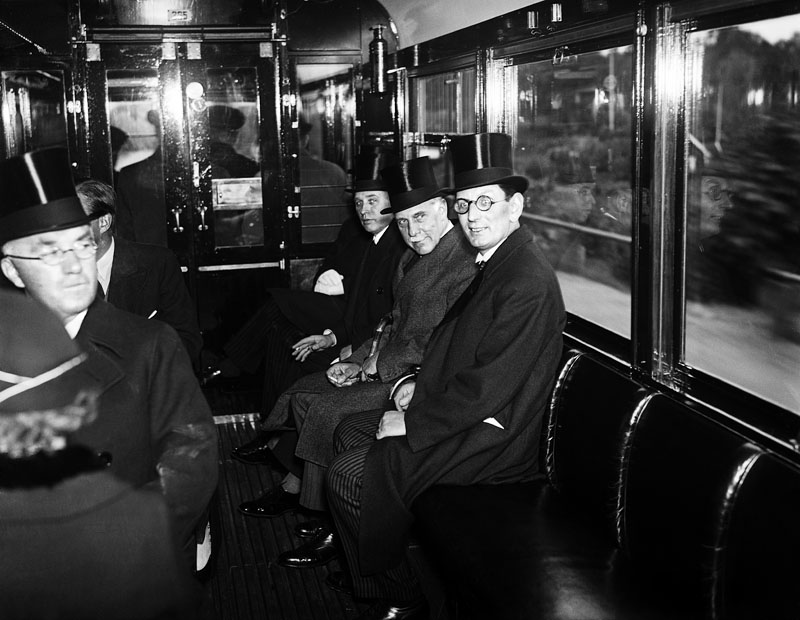
Invigningen 30 september 1933, längst till höger borgarrådet Yngve Larsson.
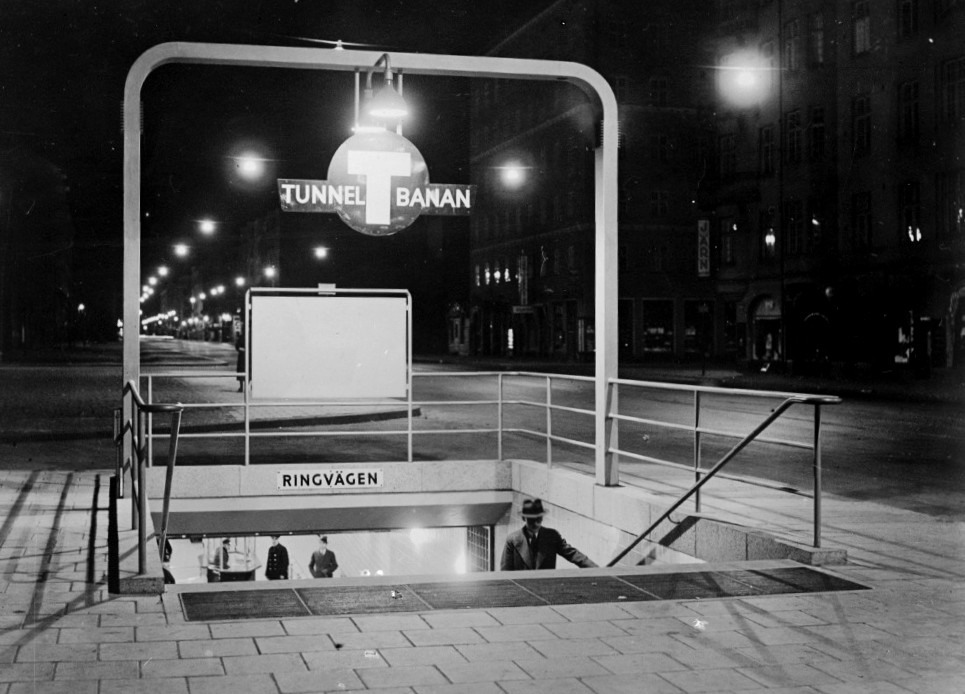
Station Ringvägen 1933 (nuvarande station Skanstull).

### Tunnelbaneanpassade spårvägar
Flera ytterligare sträckor som tunnelbanan idag använder tjänstgjorde som spårväg innan det blev tunnelbana där. Endast gröna och röda linjerna har sådana sträckor. Förutom tunneln under Södermalm gäller det:
- Tranebergsbron, invigd 1934
- Ängbybanan, Alvik–Islandstorget, invigd 1944
- Skanstullsbron, invigd 1946
- Enskedebanan, delen Gullmarsplan–Blåsut, invigd 1946
- Örbybanan, delen Globen–Stureby, 1930 (med plankorsningar som ombyggdes senare)
- Telefonplan–Hägerstensåsen, 1946 (se Linje 14 och 17 till Fruängen)
- Hägerstensåsen–Fruängen, cirka 1952–1953

En del andra förortsspårvägar övergavs (till exempel till Mälarhöjden) eftersom de hade för mycket gatuspår och det var för mycket hus. Flera av dessa sträckor ersattes med tunnelsträckor en bit ifrån. Byggkraven ökade med tiden så att röda linjen fick mer tunnel och mindre ombyggd spårväg än gröna, medan blå linjen nästan bara fick tunnel.

### Planer för en storskalig tunnelbana

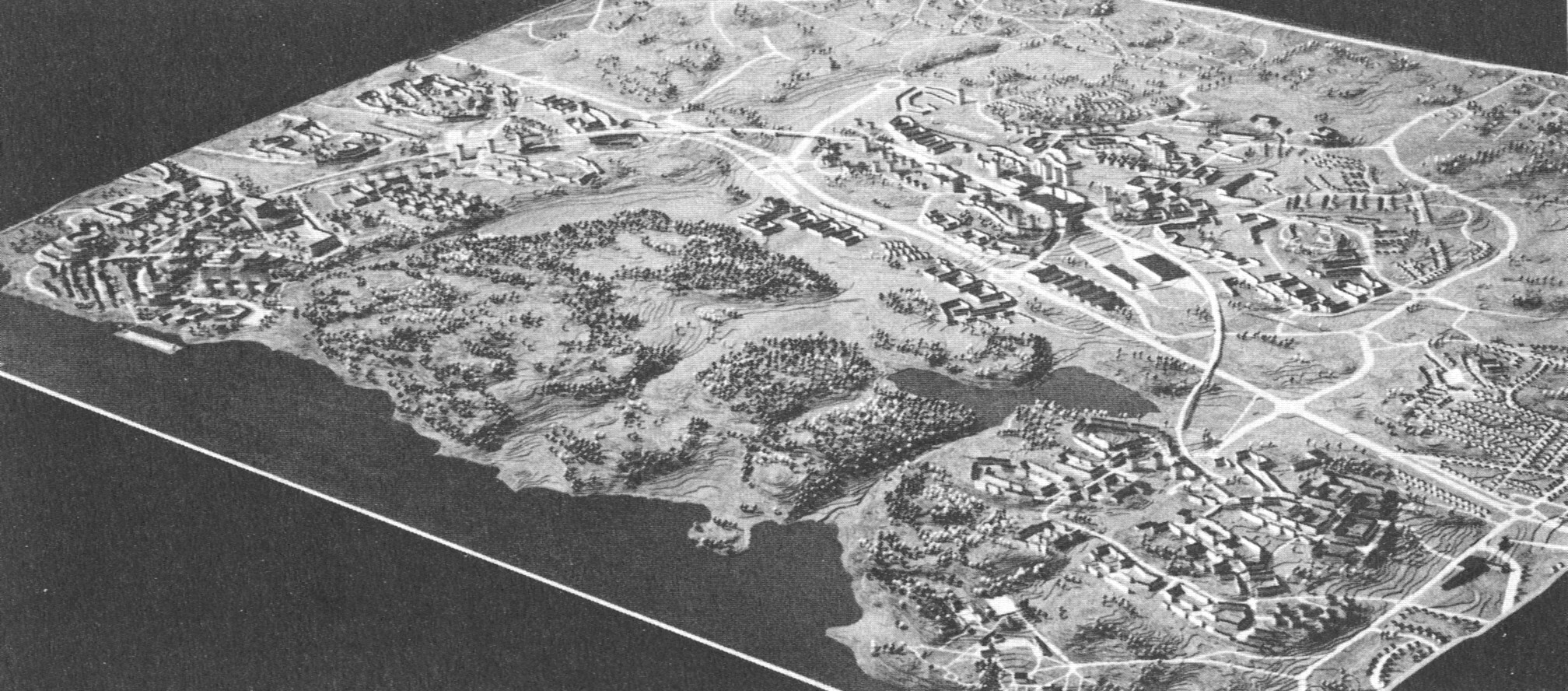
"Vällingbygruppen" med Blackeberg i förgrunden, Råcksta och Vällingby i mitten och Hässelby strand längst till vänster. Områdena knöts samman med den nya tunnelbanan.

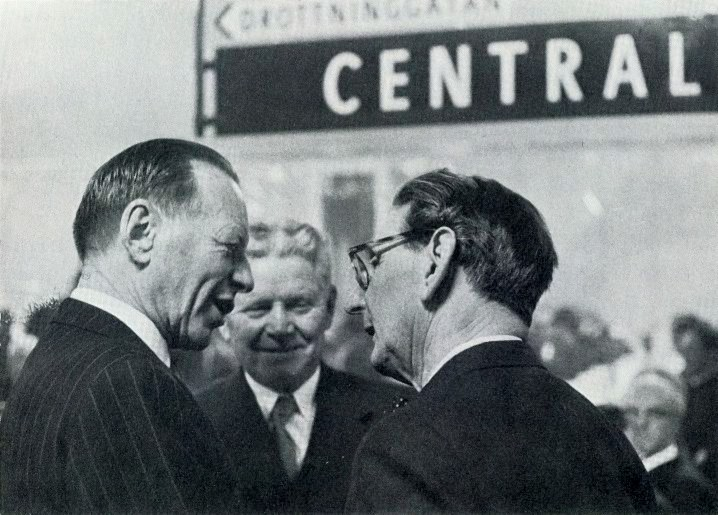
Centralens invigning. (Nuvarande station T-Centralen) med fastighetsdirektör Jarl Berg, stadsingenjör Gösta Lundborg och borgarrådet Yngve Larsson.

1930-talet innebar stora förändringar av bostadsbyggandets politiska och ekonomiska förutsättningarna. Ur detta växte ett koncept för kommunalt byggande fram som innebar att inte bara villor längre skulle finnas i förstäderna. Istället skulle kommunala bostadsbolag bygga nya förstäder med flerfamiljshus. Detta innebar att tunnelbaneplanerna behövde skalas upp.
En omfattande debatt som skar tvärs igenom de politiska partierna tog vid, men satsningen på en storskalig tunnelbana kunde genomföras i tämligen stor enighet bland de inflytelserika aktörerna i staden. Tunnelbanan sågs som den bästa lösningen både på stadens bostadsfråga och tilltagande trängsel på innerstadens gator. Stadsbyggnadsborgarrådet Yngve Larsson var den främste arkitekten bakom denna lösningsstrategi. Under mellankrigstiden beredde han först vägen för tunnelbaneutbyggnaden på många olika sätt, och därefter bidrog han till att skapa en bred enighet kring tunnelbanevisionen.
| ”                                                         | I vissa faser av ett systems tillblivelse kan nyckelpersoner som förmår förena synsätt och överbrygga kulturskillnader mellan olika grupperingar vara av avgörande betydelse för att ett skeende ska kunna starta. I fallet Stockholms tunnelbana kan borgarrådet Yngve Larsson identifieras som en sådan gränsöverskridare eller systembyggare. | „ |
| – Daniel Jonsson med flera, Infrasystemens dynamik (2000) | |   |

Principbeslutet att gå vidare med utbyggnaden till ett storskaligt tunnelbanesystem togs av Stockholms stadsfullmäktige 1941. Beslutet grundades på planerna från 1930 års trafikkommitté och 1940 års utredning Tunnelbanedelegerade, och innebar att den södra förortsbanan skulle förlängas till Norrmalm och där kopplas samman med den västra genom en tunnel under Sveavägen. Den stora debatten ägde rum den 16 juni 1941 med stadsbyggnadsborgarrådet Yngve Larsson (för) och finansborgarrådet Zeth Höglund (emot) som huvudkontrahenter. Larssons förslag vann omröstningen med 61 röster mot 30.
| ”                                                               | Herr ordförande, stadsfullmäktige! När jag nu tar till orda för att framlägga och försvara stadskollegiets förslag till ett principavgörande i denna under så många år diskuterade tunnelbanefråga, ha de fäktningar, som redan förekommit, främst i stadskollegiet, gjort det möjligt för mig att ganska klart överskåda slagfältet, de fientliga positionerna och anfallsriktningarna. Vår ärade huvudmotståndare, herr finansborgarrådet Z. Höglund, har ju i sin utförliga reservation genom en veritabel trumeld av argument, som inte alltid inbördes hänga ihop, sökt skaka våra ställningar, och förpostfäktningar med från olika håll frambrytande hjälptrupper hava givit ytterligare upplysningar om taktik och anfallsmål i det nu förestående avgörandet. Huvudattacken mot stadskollegiets spårvägslinje ledes alltså av herr Z. Höglund, och framför hans stridsvagnar kör, enligt de allra modernaste krigsmetoderna, herr Fredrik Ström i högtalarbil för att söka sprida förvirring och defaitism bland försvararna. Med icke mindre styrka anfalles vår linjes norra flank av stormtrupper från Bromma under herr fastighetsdirektören Axel Dahlbergs stridbara och uppslagsrika ledning, som i en snävt kringgående kurva under Kungsholmen, över Norra Bantorget, och under Tunnelgatan söker riva upp samma flank. | „ |
| – Yngve Larsson, inför Stockholms stadsfullmäktige 16 juni 1941 | |   |

Beslutet kom att få avgörande betydelse för ytterstadens utbyggnad och struktur. Ingen annan europeisk stad av motsvarande storlek hade vågat sig på att planera och bygga ett tunnelbanenät. I Stockholm bodde 1940 cirka 600 000 personer, men internationellt ansågs att underlaget för att motivera en tunnelbana var en befolkning på minst en miljon. Motivet i Stockholm var en förväntad befolknings- och fordonstillväxt.

### Genomförande

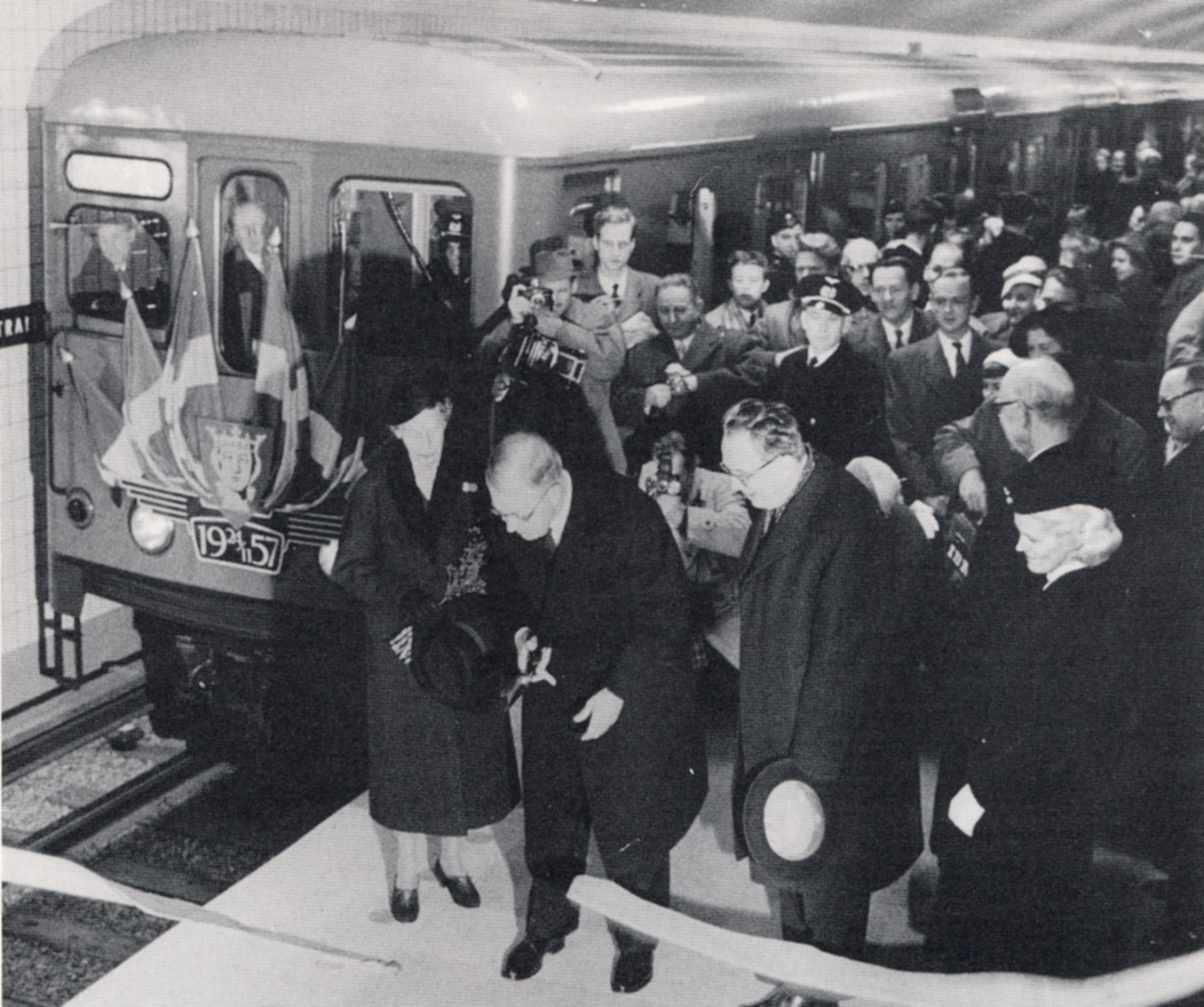
Invigning av T-Centralen av kung Gustaf VI Adolf medan drottning Louise och borgarrådet Helge Berglund ser på, 24 november 1957.

Arbetet påbörjades 1944 och under decennierna efter andra världskriget genomfördes detta gigantiska projekt som innefattade pärlband av nya förorter kring de nya stationerna. Ytterstadens nyinvigda bostadsområden krävde en såväl kapacitetsstark som snabb kollektivtrafik, vilket ledde till att planerna utökades under 1940-talet. Vid sidan av Yngve Larsson (fp) fick Helge Berglund (s) en allt mer framträdande roll under genomförandefasen. 
År 1950 invigdes den första tunnelbanelinjen mellan Slussen och Hökarängen och två år senare rullade tunnelbanetågen mellan stationen Kungsgatan, som nu heter Hötorget, och den nya ABC-staden Vällingby. Även genom den nya förorten Årsta (invigd 1943) var det tänkt att lägga en tunnelbanelinje och i stadsplanerna fanns trafikreservat avsatta för den så kallade Årstabanan men 1951 stod det klart att reservatet inte längre var nödvändigt.
Idén med förstäder längs tunnelbanan fortsatte på 1960-talet med Bredäng (1962), Skärholmen (1967) och Tensta (1975). En del av dessa blev rena sovstäder, ibland hängde tunnelbanan inte med i utbyggnadstakten och inte alla nya förstäder var så lyckade som Vällingby. Men anläggandet av tunnelbanan ökade tempot i utbyggnaden av ytterstaden och möjliggjorde en hög exploatering. Kollektivtrafiken i Stockholm kunde från 1950-talet byggas ut i en omfattning som saknade motstycke i världen.
Att staden ville gå vidare med tunnelbaneutbyggnaden visade Tunnelbaneplan för Stockholm 1965 som utgavs av Generalplaneberedningens tunnelbanekommitté. Förslaget skissade ett vitt förgrenat linjenät från Hägernäs och Bög i norr till Farsta strand och Bollmora i syd och från Hässelby strand respektive Alby i väst till Nacka i öst.
Den 1 oktober 1950 omvandlades den första spårvägen Slussen-Hökarängen (linje 18) i södra Stockholms förorter till tunnelbana och de så karakteristiska tunnelbanevagnarna övertog trafiken. Tunnelbanan hade då blivit ett eget trafikslag, skilt från spårvägsnätet. Därefter skedde en omställning av linje 19 till Stureby. Samtidigt pågick bygget av en tunnel Hötorget–Thorildsplan via Odenplan och förortsbanan till Ängby anpassades för långa tunnelbanetåg samt förlängdes till Vällingby. Spårvagnslinjen var byggd som premetro i markplan eller på broar, det vill säga utan vägkorsningar. Denna linje öppnades som tunnelbana 1952.
Det kostsamma tunnelbanebygget finansierades offentligt, i första hand genom Stockholms stad, men även genom Stockholms län och de kommuner där tunnelbanan byggdes. I de senare utbyggnadsskedena kom dock staten att stå för en allt större andel av finansieringen.
Tunnelbanebygget visade sig bitvis bli mycket komplicerat. Medan långa sträckor utanför innerstaden byggdes ovan mark som mot Vällingby eller Bagarmossen blev banans tunnlar i stadens innerområden ofta till en teknisk utmaning. En av dem var den viktiga sammanbindningen av norra och södra linjenätet mellan Hötorget och Slussen. På denna korta sträcka gällde det att övervinna tre hinder: Brunkebergsåsen, tunnel under Norrström och bro över Söderström. På sträckan mellan Hötorget och Klara kyrka kunde inte tunneln sprängas fram utan byggdes i öppet schakt på grund av Brunkebergsåsens lösa massor. Arbeten för tunnelbygget genom Nedre Norrmalm utfördes i ramen för Norrmalmsregleringen.
Hur komplicerade grundläggningsarbetena kunde vara kan illustreras med nybygget av kontorshuset och tunnelbanan i kvarteret Orgelpipan 4 (Klarabergsgatan 33-35). Just under huset övergår tunnelbanan från dagerschakt till bergtunnel, dessutom skärs byggnaden och blivande tunnelbanestation “Centralen”  i sned vinkel. Även störande ljudöverföring från tunnelbanan skulle undvikas. De båda källarvåningarna (den övre är garage) i nybyggnaden sträcker sig ut under halva Klarabergsgatan och är underlag för körbana och trottoar. Hela kontorshuset kunde inte ställas direkt på tunnelbanans takkonstruktion utan vilar på sex enorma betongbågar (varje båge mäter 2x2 meter i genomskärning), som går delvis genom husets källarvåning och spänner tvärs över tunnelbanestationen och tunnelbanetunneln. På så vis kunde byggnaden helt avskiljas från tunnelbanekonstruktionen. Man sparade även på konstruktionshöjd och undvek ljudöverföring. Utifrån syns inget av dessa anordningar.
Det inträffade även missöden, som på avsnittet under Norrström. Arbetsplatsen i Norrström hade torrlagts med fångdammar. På Luciadagen den 13 december 1952 sprängdes en huvudsalva som fick hela fångdammen att rasa så att arbetsplatsen vattenfylldes. Ett halvårs arbete gick till spillo men inga människor kom till skada. Detta berodde på den lyckliga omständigheten att man då firade Lucia.

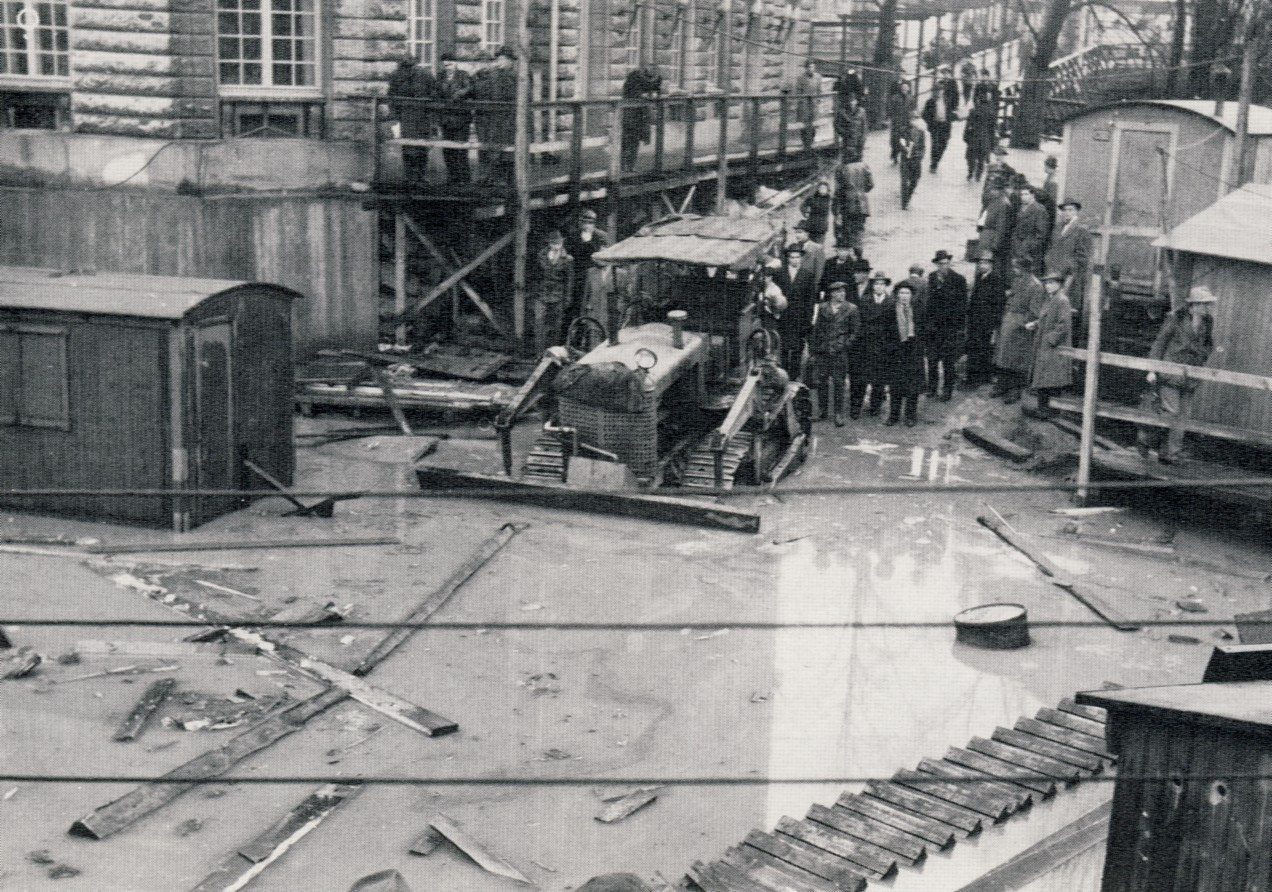
Den 13 december 1952 rasade fångdammen för tunneln vid Strömsborg och arbetsplatsen vattenfylldes.
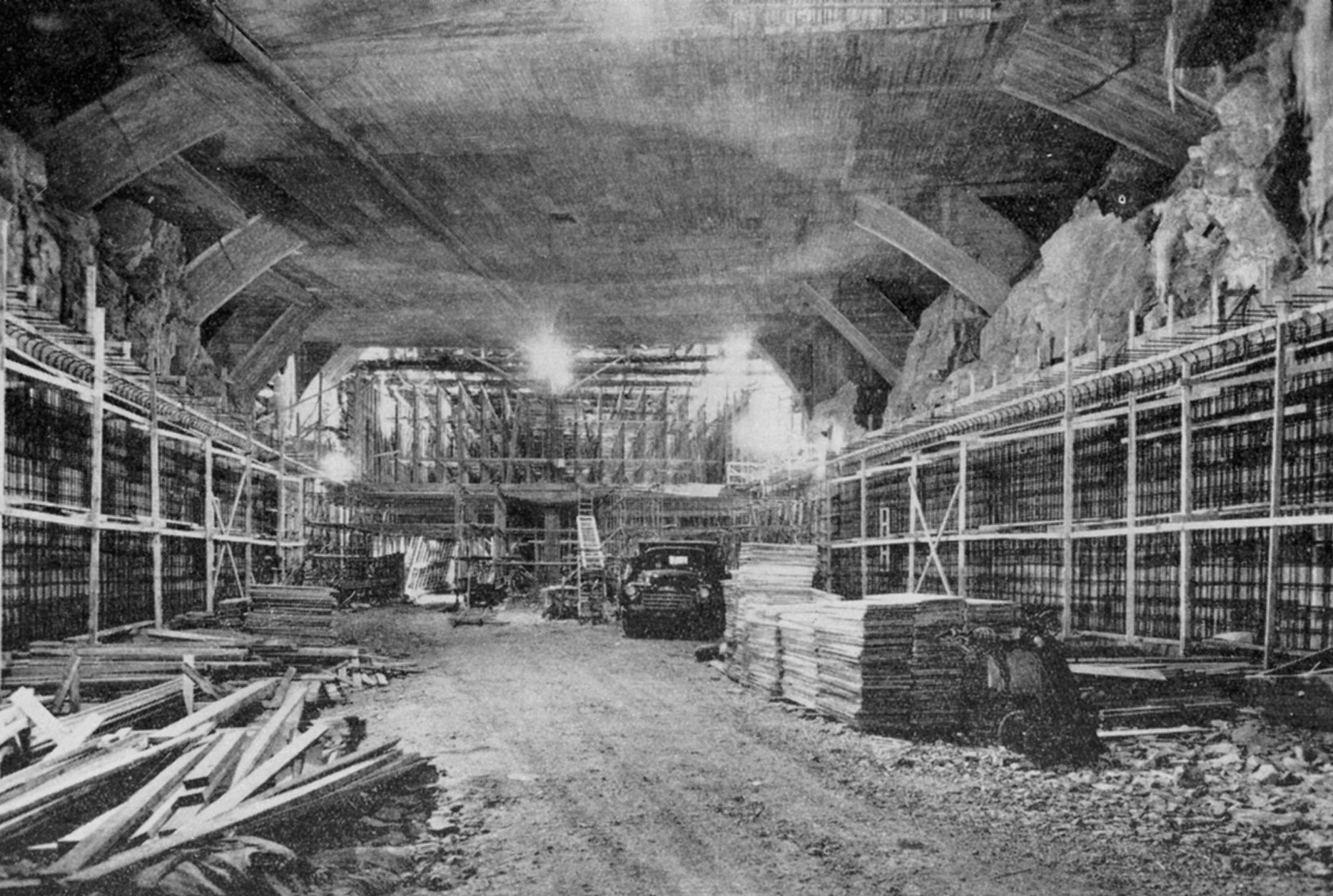
Tunneln under Klarabergsgatan 33-35. På bilden syns fyra av sex enorma betongbågar som bär upp kontorshuset ovanför, 1956.
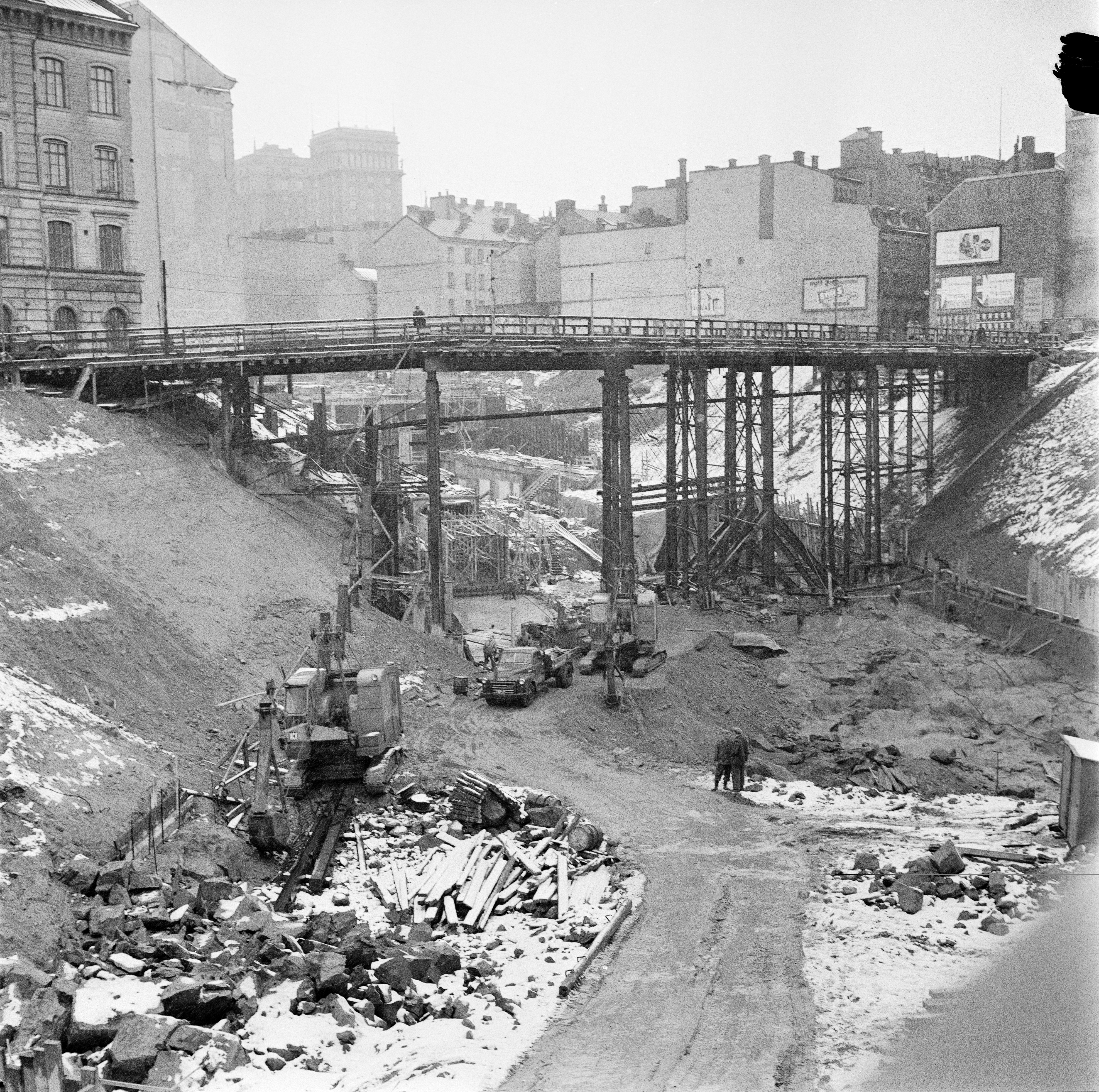
Rivning och tunnelbanebygge 1956 kring blivande Sergels torg.
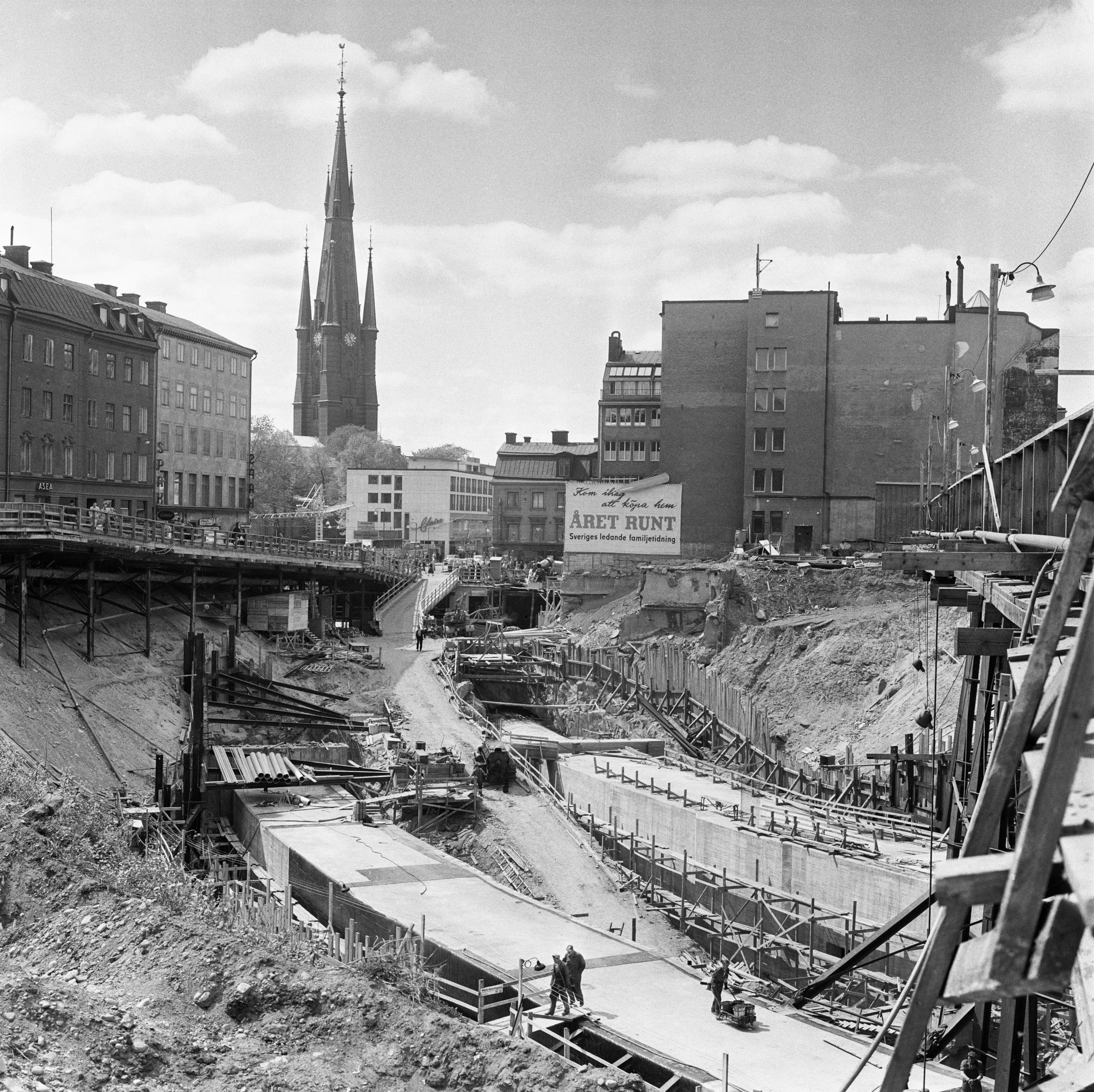
Tunnelbanebygget i Klara 1957. Till vänster går Klarabergsgatan på provisorisk bro och till höger Mäster Samuelsgatan. I fonden syns Klara kyrka.

### Linjenätet och invigningsdatum

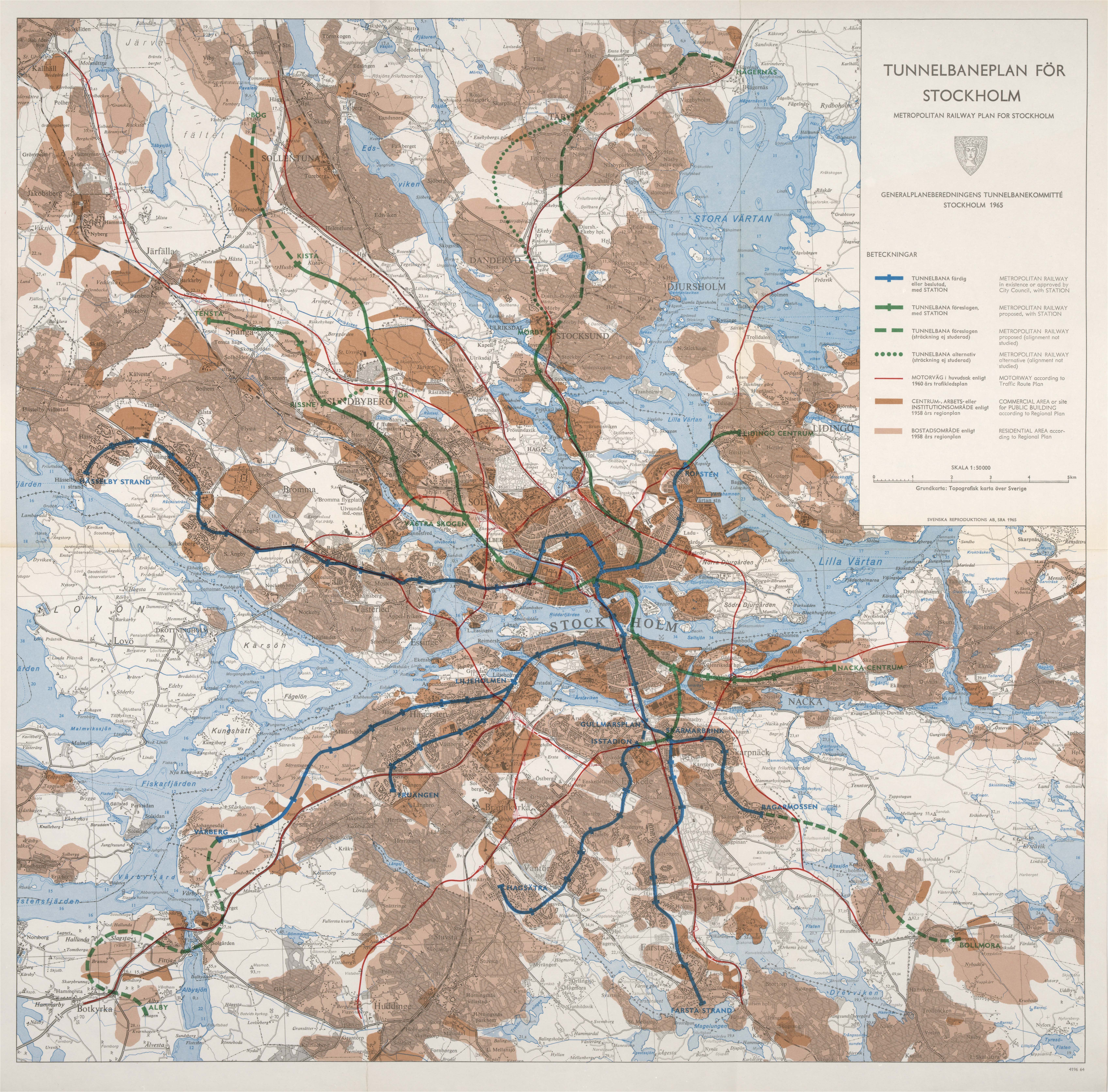
Tunnelbaneplan för Stockholm 1965.

| Datum        | Årtal | Sträcka                                         | Linje |
| ------------ | ----- | ----------------------------------------------- | ----- |
| 1 oktober    | 1950  | Slussen–Hökarängen                              | Gröna |
| 9 september  | 1951  | Gullmarsplan–Stureby                            | Gröna |
| 26 oktober   | 1952  | Kungsgatan (nuv. Hötorget)–Vällingby            | Gröna |
| 22 november  | 1954  | Stureby–Högdalen                                | Gröna |
| 1 november   | 1956  | Vällingby–Hässelby gård                         | Gröna |
| 24 november  | 1957  | Hötorget–Slussen                                | Gröna |
| 17 april     | 1958  | Skärmarbrink–Hammarbyhöjden                     | Gröna |
| 18 november  | 1958  | Hässelby gård–Hässelby strand                   | Gröna |
| 18 november  | 1958  | Hökarängen–Farsta                               | Gröna |
| 18 november  | 1958  | Hammarbyhöjden–Bagarmossen                      | Gröna |
| 14 november  | 1959  | Högdalen–Rågsved                                | Gröna |
| 1 december   | 1960  | Rågsved–Hagsätra                                | Gröna |
| 5 april      | 1964  | T-Centralen–Fruängen                            | Röda  |
| 5 april      | 1964  | Liljeholmen–Örnsberg                            | Röda  |
| 16 maj       | 1965  | Örnsberg–Sätra                                  | Röda  |
| 16 maj       | 1965  | T-Centralen–Östermalmstorg                      | Röda  |
| 1 mars       | 1967  | Sätra–Skärholmen                                | Röda  |
| 2 september  | 1967  | Östermalmstorg–Ropsten                          | Röda  |
| 2 december   | 1967  | Skärholmen–Vårberg                              | Röda  |
| 29 augusti   | 1971  | Farsta–Farsta strand                            | Gröna |
| 1 oktober    | 1972  | Vårberg–Fittja                                  | Röda  |
| 30 september | 1973  | Östermalmstorg–Tekniska högskolan               | Röda  |
| 12 januari   | 1975  | Tekniska högskolan–Universitetet                | Röda  |
| 12 januari   | 1975  | Fittja–Norsborg                                 | Röda  |
| 31 augusti   | 1975  | T-Centralen–Hjulsta (via Hallonbergen-Rinkeby)  | Blåa  |
| 5 juni       | 1977  | Hallonbergen–Akalla                             | Blåa  |
| 30 oktober   | 1977  | T-Centralen–Kungsträdgården                     | Blåa  |
| 29 januari   | 1978  | Universitetet–Mörby centrum                     | Röda  |
| 19 augusti   | 1985  | Västra skogen–Rinkeby (via Sundbybergs centrum) | Blåa  |
| 15 augusti   | 1994  | Bagarmossen–Skarpnäck                           | Gröna |

### Tunnelbaneplan för Stockholm 1965
Tunnelbaneplanen för Stockholm 1965 utgavs av Generalplaneberedningens tunnelbanekommitté i Stockholm. Planen illustrerades av en detaljerad karta över Storstockholm, där befintliga och föreslagna sträckningar för Stockholms tunnelbana var inritade. På kartan redovisades även Stockholms stadsmotorvägar enligt 1960 års trafikledsplan. Bara en del av planen realiserades. Kartan är ett unikt dokument över Stockholms planerade infrastruktur i en tid av rådande framstegsoptimism.

## Banor, linjer och stationer

Stiliserad linjenätskarta med färger och nuvarande linjenumrering.

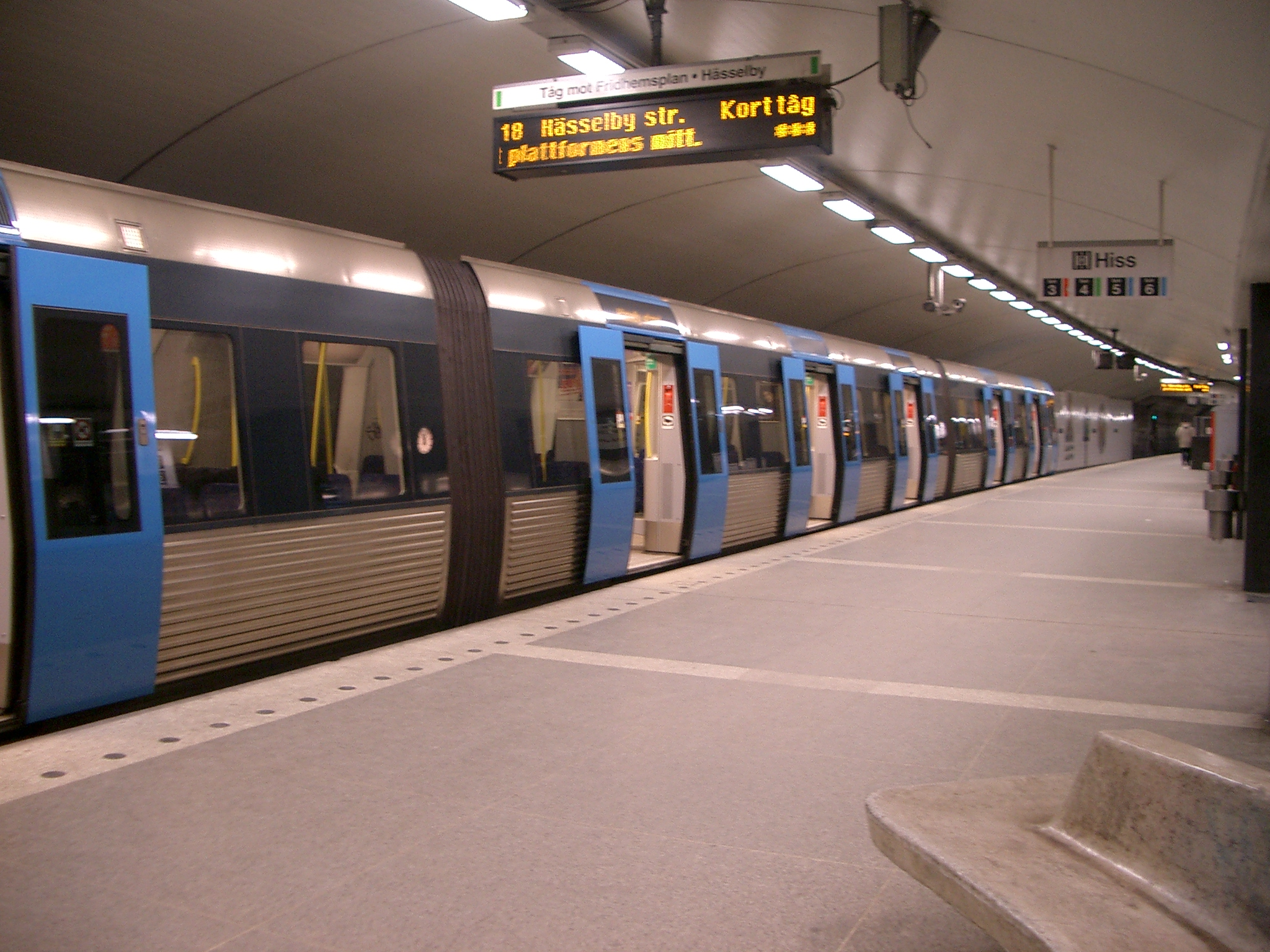
T-centralen: Grön linje mot Hässelby strand.

Det finns tre tunnelbanesystem som går skilda åt på var sina spår, som internt benämns Tunnelbana 1, Tunnelbana 2 och Tunnelbana 3. Genom åren har några av dessa haft olika färger på banorna. De korsar alltså inte varandra i plan och delar inte spår, även om det finns förbindelsespår som inte används för normal trafik. Banorna delar upp sig i knutpunkter belägna, med undantag för Östermalmstorg, strax utanför tullarna. Cirka 75 procent av stationerna ligger utanför själva innerstaden. Av 100 stationer i bruk ligger 82 i Stockholms kommun och övriga 18 i de närliggande kommunerna inom Storstockholm. Botkyrka har 4 stationer, Danderyd 2 och Huddinge har 2 stationer. Av de återstående 10 stationerna delar Solna och Sundbyberg på station Näckrosen, med en uppgång i respektive kommun. De har dessutom 5 respektive 4 stationer helt innanför kommungränserna. Gröna linjen går inom Stockholms kommun i sin helhet.

### Gröna linjen
Gröna linjen (Tunnelbana 1), har totalt 49 stationer varav 9 är betongstationer, 3 är bergstationer och 37 är ytstationer. Banan är totalt 41 256 meter lång, den invigdes 1 oktober 1950 (mellan Slussen och Hökarängen). Den består av fyra grenar, mot Hässelby strand i väster samt mot Hagsätra, Farsta strand och Skarpnäck i söder. Den har 482 000 resenärer per arbetsdag (2006) och cirka 146 miljoner per år (2005). Gröna linjens trafikledningscentral ligger vid Gullmarsplan. Banan trafikeras med de tre linjerna: Linje 17, 18 och 19.

### Röda linjen
Röda linjen (Tunnelbana 2), har totalt 36 stationer varav 5 är betongstationer, 16 är bergstationer och 15 är ytstationer. Banan är totalt 41 238 meter lång (18 meter kortare än bana 1) och invigdes 5 april 1964 (mellan T-Centralen och Fruängen/Örnsberg). Den har fyra grenar, mot Fruängen och Norsborg i sydväst samt mot Ropsten och Mörby centrum i nordost. Den röda linjen har 411 000 resenärer per arbetsdag (2006) och cirka 128 miljoner per år (2005). Röda linjens trafikledningscentral ligger vid Liljeholmen. Banan trafikeras med Linje 13 och 14.

### Blå linjen
Blå linjen (Tunnelbana 3), har totalt 20 stationer varav 19 är bergstationer och 1 är ytstation. På blå linjens Akalla-gren, mellan stationerna Hallonbergen och Kista ligger Kymlinge, en station som inte färdigställdes eftersom den planerade stadsdelen inte byggdes. Projekteringen av stationen var redan påbörjad och byggdes i råkonstruktion. Stationen har sedan blivit betraktad som spökstation, och sägner om spöktåget "Silverpilen" har florerat kring stationen.
Den blå linjen är 25 516 meter lång. Den invigdes 31 augusti 1975 (mellan T-Centralen och Hjulsta) och sträcker sig mellan Kungsträdgården i söder samt Akalla och Hjulsta i norr. Förgreningspunkten mellan Hjulsta- och Akallagrenarna låg ursprungligen i Hallonbergen där tågen mot Hjulsta vek av i en tunnel mot Rinkeby. 1985 öppnades en ny sträcka som förbinder Västra skogen med Rinkeby via Sundbybergs centrum. Hjulstalinjen lades då om till denna sträcka. Sedan dess används tunneln mellan Hallonbergen och Rinkeby för transport av tomtåg till och från Rissnedepån. Sträckan Kungsträdgården-Hjulsta är Sveriges längsta trafiktunnel, 14,7 km. Den blå linjen har 177 000 resenärer per arbetsdag (2006) och cirka 55 miljoner per år (2005). Det är färre än den gröna och röda linjen, men det beror på färre stationer, att färre bor inom gångavstånd, och att det är färre bussterminaler längs linjen. Dessutom når den endast förorter i ena riktningen ut från innerstaden till skillnad mot bana 1 och 2. Per station är det nästan lika många på- och avstigande. Blå linjens trafikledningscentral ligger vid Västra Skogen. Banan trafikeras av linje 10 och 11.
Inför anläggandet av Kungsträdgårdens station behövde 13 äldre almar fällas. En folkopinion som vände sig mot vad man ansåg vara de stora omdaningarnas förfulande verkan på stadsmiljön motsatte sig detta. Natten mot den 12 maj 1971 utbröt en strid mellan aktivister och polis, den så kallade Almstriden. Almfällningen stoppades och tunnelbaneuppgången flyttades österut till Arsenalsgatan. Stationen invigdes med några års försening den 30 oktober 1977, men den östra uppgången vid Arsenalsgatan öppnades först 1983.

### Linjenummer
Förutom huvudindelningen i grön, röd och blå linje, används även linjenummer. De är i viss utsträckning "ärvda" från de förortsspårvägslinjer som trafikerade motsvarande sträckor innan tunnelbanan byggdes. Detta gör att systemet inte är helt logiskt uppbyggt. Användningen av detta nummersystem varierar över tiden. Idag skyltas det till exempel på plattformsskyltarna, men oftast inte på tågen. Vagntyperna C20 och C30 kan inte visa linjenummer. De specifika färgerna på de olika linjerna har använts länge på översiktskartor och informationstavlor, men det var först under 1990-talet som SL började använda begreppen "grön", "röd" respektive "blå" linje även när linjerna omtalades i text eller högtalarutrop i stället för linjenumreringen och det var i samband med detta som den röda linjen bytte färg från att tidigare ha varit orange.
| Linje                   | Sträcka                                           | Första invigning        | Längd (km) | Medelhastighet (km/h) | Stationer |
| ----------------------- | ------------------------------------------------- | ----------------------- | ---------- | --------------------- | --------- |
| 10                      | Kungsträdgården–T-Centralen–Hjulsta               | 31 augusti 1975         | 15,1       | 39,2                  | 14        |
| 11                      | Kungsträdgården–T-Centralen–Akalla                | 5 juni 1977             | 15,6       | 42,8                  | 12        |
| 13                      | Norsborg–T-Centralen–Ropsten                      | 5 april 1964            | 26,6       | 37,0                  | 25        |
| 14                      | Fruängen–T-Centralen–Mörby centrum                | 5 april 1964            | 19,5       | 35,0                  | 19        |
| 17                      | (Hässelby strand)–Åkeshov–T-Centralen–Skarpnäck   | 17 april 1958           | 19,6       | 31,4                  | 24        |
| 18                      | (Hässelby strand)–Alvik–T-Centralen–Farsta strand | 1 oktober 1950          | 18,4       | 32,1                  | 23        |
| 19                      | Hässelby strand–T-Centralen–Hagsätra              | 9 september 1951        | 28,6       | 32,0                  | 35        |
| Hela tunnelbanesystemet | Hela tunnelbanesystemet                           | Hela tunnelbanesystemet | 110 km     |                       | 100       |

### Tunnlar

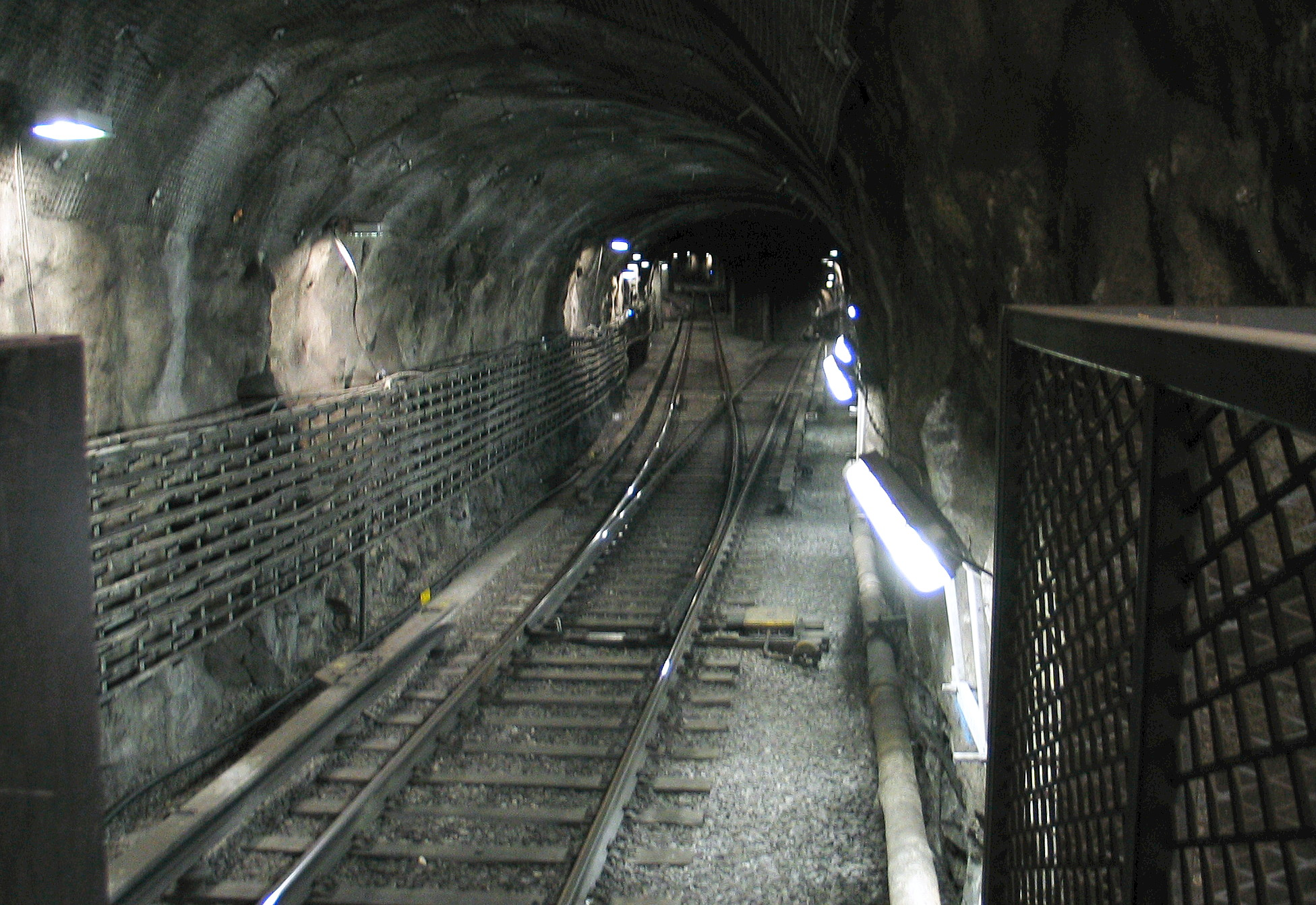
I tunneln vid Östermalmstorg. Linjen delar sig mot Ropsten och Mörby centrum.

Några av Sveriges längsta tunnlar finns i tunnelbanan. Exempel:
- Kungsträdgården–Hjulsta (linje 10) 14,3 km
- Gamla stan–Bergshamra (linje 14) 8,5 km
- Gamla stan–Gärdet (linje 13) 4,5 km (delvis gemensam med Gamla stan–Bergshamra, 2,1 km egen tunnel)
- Gamla stan–Odenplan–S:t Eriksbron (linje 17,18,19) 3,4 km
- Slussen–Liljeholmen (linje 13,14) 3,3 km
- Axelsberg–Bredäng (linje 13) 2,3 km
- Södertunneln (linje 17,18,19)

### Broar

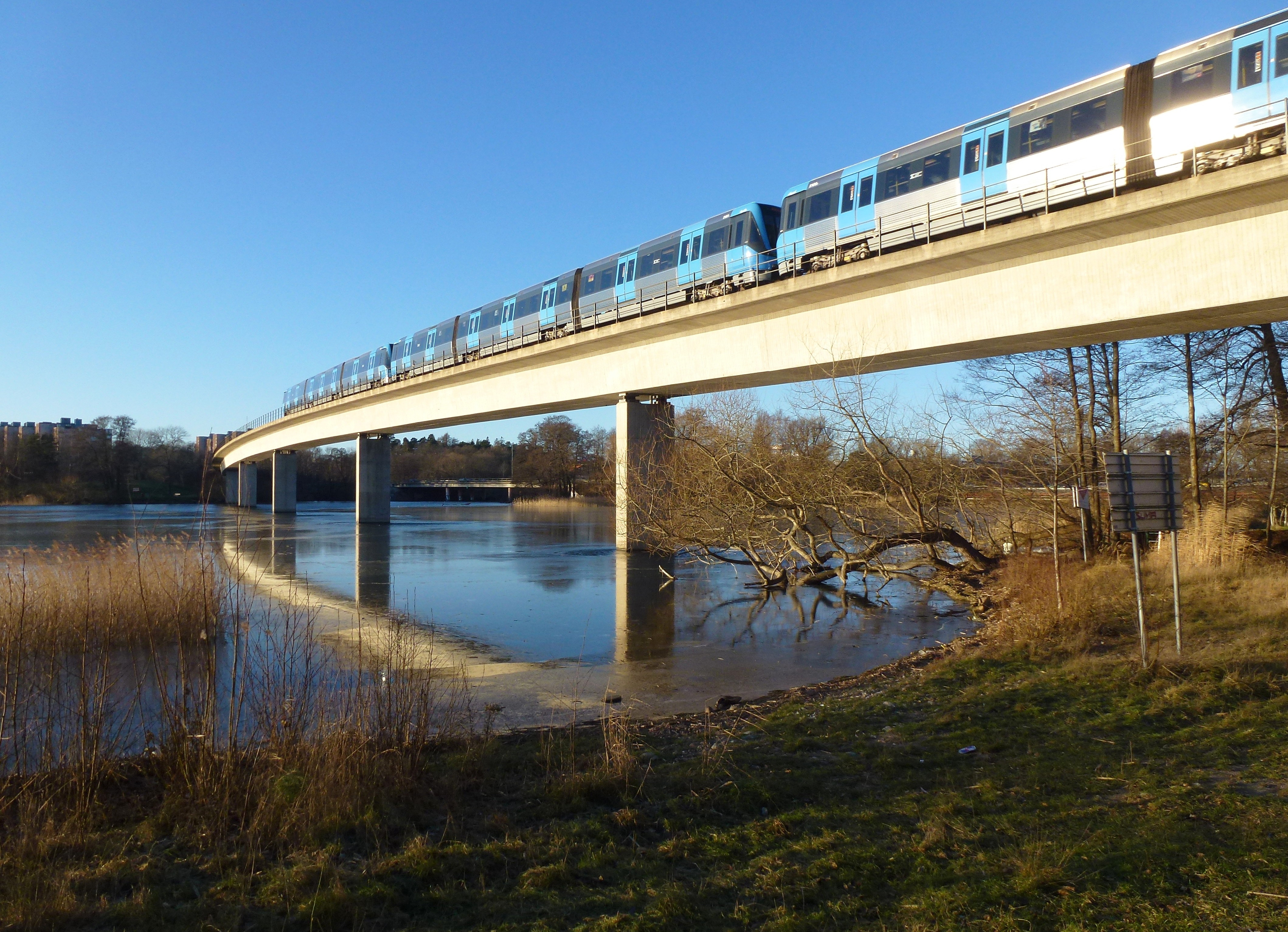
Albysjöns tunnelbanebro.

Det finns också några lite längre broar.
- Viadukten vid Kista (blå, 11) 1200 m
- Viadukten vid Fittja (röd, 13) 770 m
- Skanstullsbron (grön, 17, 18, 19) 574 m
- Tranebergsbron (grön, 17, 18, 19) 450 m
- Albysjöns tunnelbanebro (röd) 400 m
- Söderströmsbron (grön, röd, 13, 14, 17, 18, 19) 280 m
- Stocksundsbron (röd, 14) 240 m

### Anslutningar till övriga trafikslag
Man valde vid dragningen av linjerna att ha övergång med järnvägsnätet endast vid Centralstationen/T-Centralen. Man undvek att bygga stationer nära järnvägsstationer, det ansågs räcka med en förbindelse från varje station till centrum. Dessutom fick byten mellan tunnelbanelinjer ske i centrum vid T-Centralen eller Slussen. Nätet fick alltså en väldigt stark tyngdpunkt i centrala staden. Detta beror på en tradition som kommer av att den enda förbindelsen mellan norra och södra Stockholm förr i tiden (före 1935) fanns via Gamla stan och Slussen. En period fanns spårvagn över Västerbron. Senare, under andra hälften av 1990-talet, byggdes en snabbspårväg, Tvärbanan, som gav tvärförbindelser i söder och väster mellan röda och gröna linjen, och pendeltågen. Fortfarande är det dock som förr, att huvudförbindelsen, åtminstone för kollektivtrafik, är via Gamla stan och därmed blir det en stark centrering till stadens traditionella centrum.

### Spårförbindelse mellan de tre linjerna och med järnvägsnätet
Gröna linjen har spårförbindelse med det övriga järnvägsnätet via spårvägen Tvärbanan. Övergången mellan Tvärbanan och tunnelbanesystemet är belägen på tunnelbana 1 mellan stationerna Globen och Gullmarsplan. Tvärbanan har i sin tur kontakt med järnvägsnätet via ett industrispår öster om Liljeholmens hållplats (spåret var en del av Södra stambanan och Västra stambanan innan den första Årstabron byggdes). Detta innebär att man vid nyleverans av tunnelbanevagnar (och skrotning och vissa särskilda verkstadsbesök) kan få se dessa bogseras på järnväg och nattetid på Tvärbanan. Innan Tvärbanan byggdes hade tunnelbanesystemet kontakt med järnvägsnätet via Slakthusbanan, det numera rivna industrispåret mellan godsbangården vid Årsta partihallar och Slakthusområdet, vars banvall delvis återanvändes vid bygget av Tvärbanan. Från Slakthusområdet fanns ett förbindelsespår som anslöt vid Globens T-banestation.
Gröna och röda linjerna har spårförbindelse med varandra på tunnelbanebron mellan Gamla Stan och Slussen.
Blå och gröna linjerna har spårförbindelse med varandra nära Fridhemsplan.  Förbindelsetunneln går mellan blå linjens spår västerut mellan Rådhuset och Fridhemsplan, och gröna linjens spår västerut mellan Fridhemsplan och Thorildsplan.

### Stationer
Stockholms tunnelbana har 100 stationer. Av de stationerna ligger 53 ovan jord och 47 är underjordiska.
De stationer som hade flest trafikanter per dygn 2015:
| Station            | Antal resenärer | Linje          |
| ------------------ | --------------- | -------------- |
| T-Centralen        | 175 550         | grön, röd, blå |
| Slussen            | 79 000          | grön, röd      |
| Fridhemsplan       | 51 600          | grön, blå      |
| Gullmarsplan       | 39 500          | grön           |
| Östermalmstorg     | 37 000          | röd            |
| Hötorget           | 33 600          | grön           |
| Liljeholmen        | 31 700          | röd            |
| Rådmansgatan       | 28 100          | grön           |
| Skanstull          | 26 700          | grön           |
| Tekniska högskolan | 25 500          | röd            |
| Gamla stan         | 25 300          | grön, röd      |
| Odenplan           | 24 700          | grön           |
| S:t Eriksplan      | 23 000          | grön           |
| Medborgarplatsen   | 21 600          | grön           |
| Kista              | 20 700          | blå            |

### Konst
Konsten i Stockholms tunnelbana har rönt stor uppmärksamhet internationellt, och kallas ofta för världens längsta konstutställning. Ambitionen har sedan 1970-talet varit att låta den arkitektoniska och konstnärliga utformningen samverka till en rumslig helhet. Konsten utgörs av målningar, skulpturer, mosaiker och reliefer men också av videoverk och fotografi. Förutom fast konst och helhetsgestaltade stationer finns även tillfälliga utställningar. Region Stockholm menar att konsten på stationerna bidrar till en lugn och trygg miljö och minskar vandalism och klotter. Resan mellan olika stationer blir något mer än en transport, och resenärerna får lättare att orientera sig när varje station har en egen identitet.
T-Centralen var i slutet av 1950-talet den första stationen som utformades i samarbete med konstnärer. När Röda linjen planerades hade idéerna om konstnärlig gestaltning blivit etablerade och så gott som alla stationer som togs i drift fick någon form av konstnärlig gestaltning. Under 1970- och 80-talet anlitades konstnärer för att skapa en konstnärlig helhetsgestaltning av varje station längs de blåa och röda linjerna. Konstnärerna kom in i processen i ett tidigt skede och utformade tillsammans med arkitekterna en gemensam vision för varje station med en typstation som utgångspunkt.  År 2020 har 94 av 100 stationer någon form av konstnärlig gestaltning.

Konst i T-banan (urval)
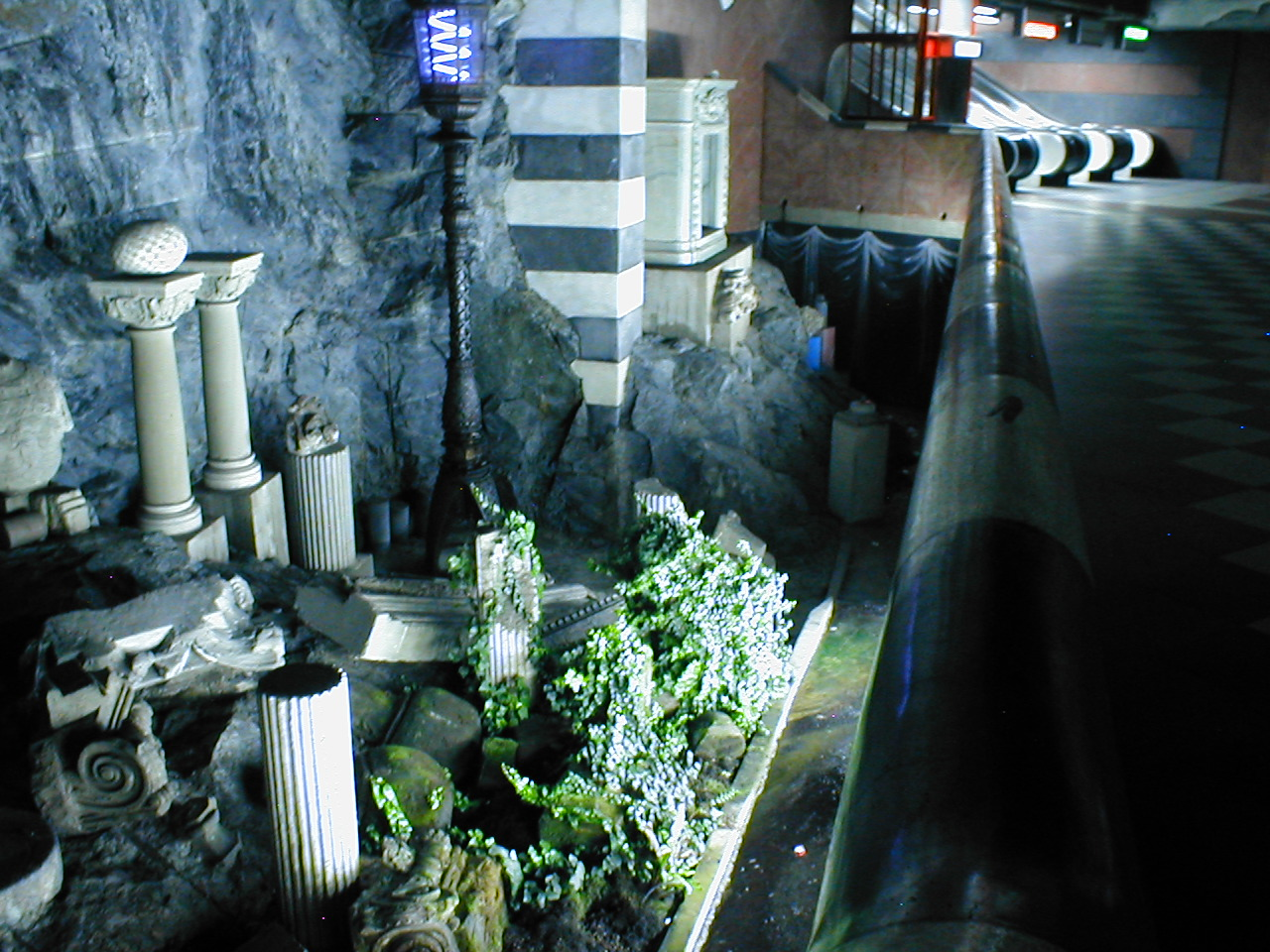
Kungsträdgården.
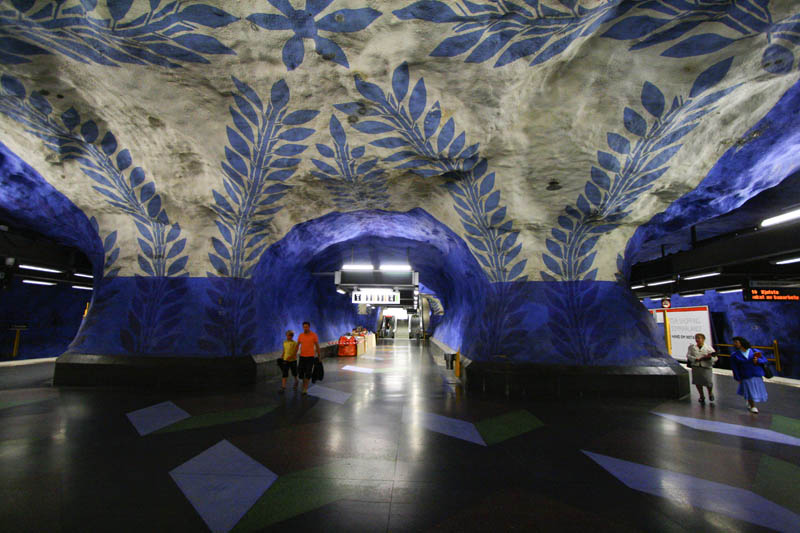
T-centralen.
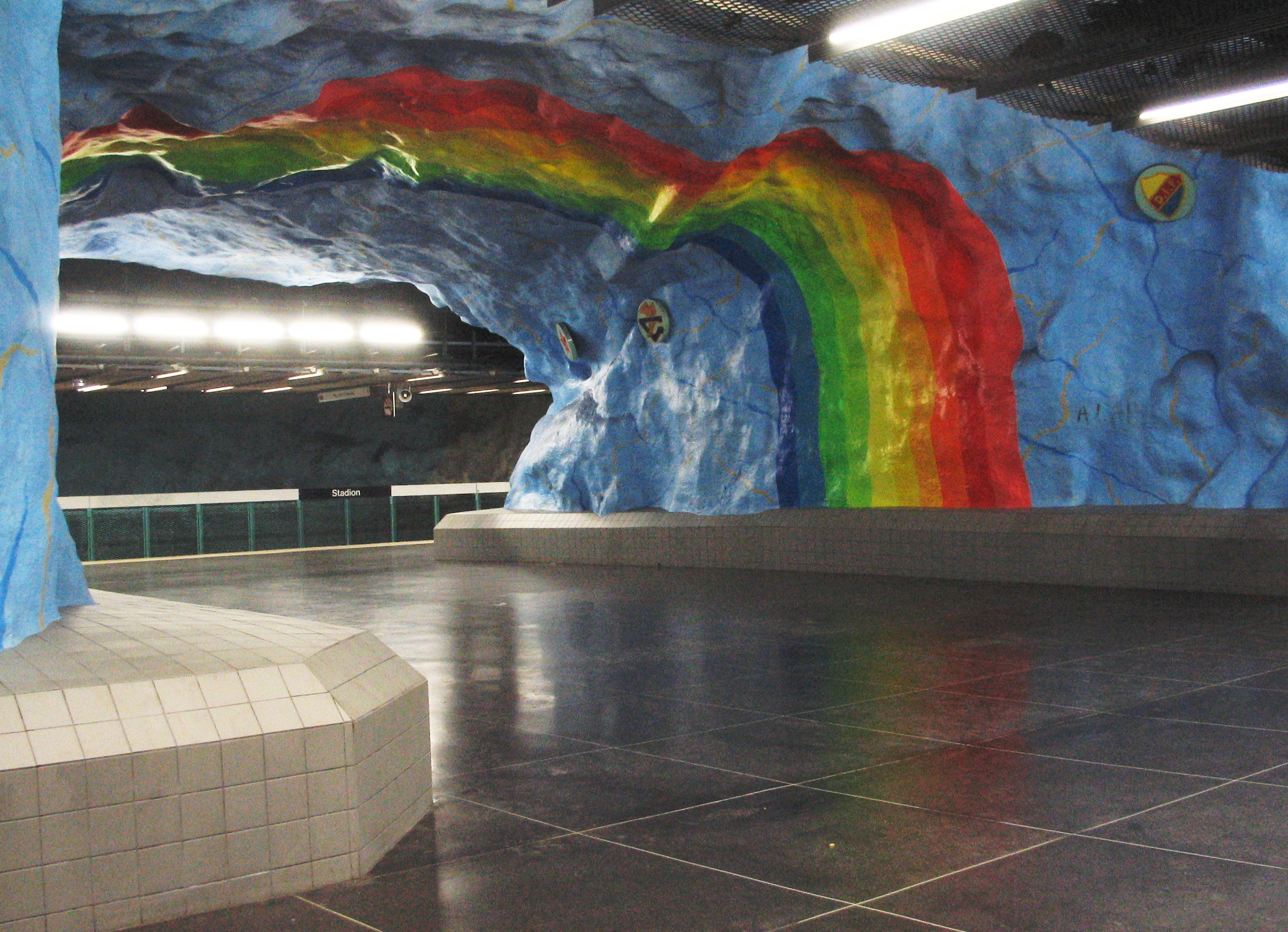
Stadion.
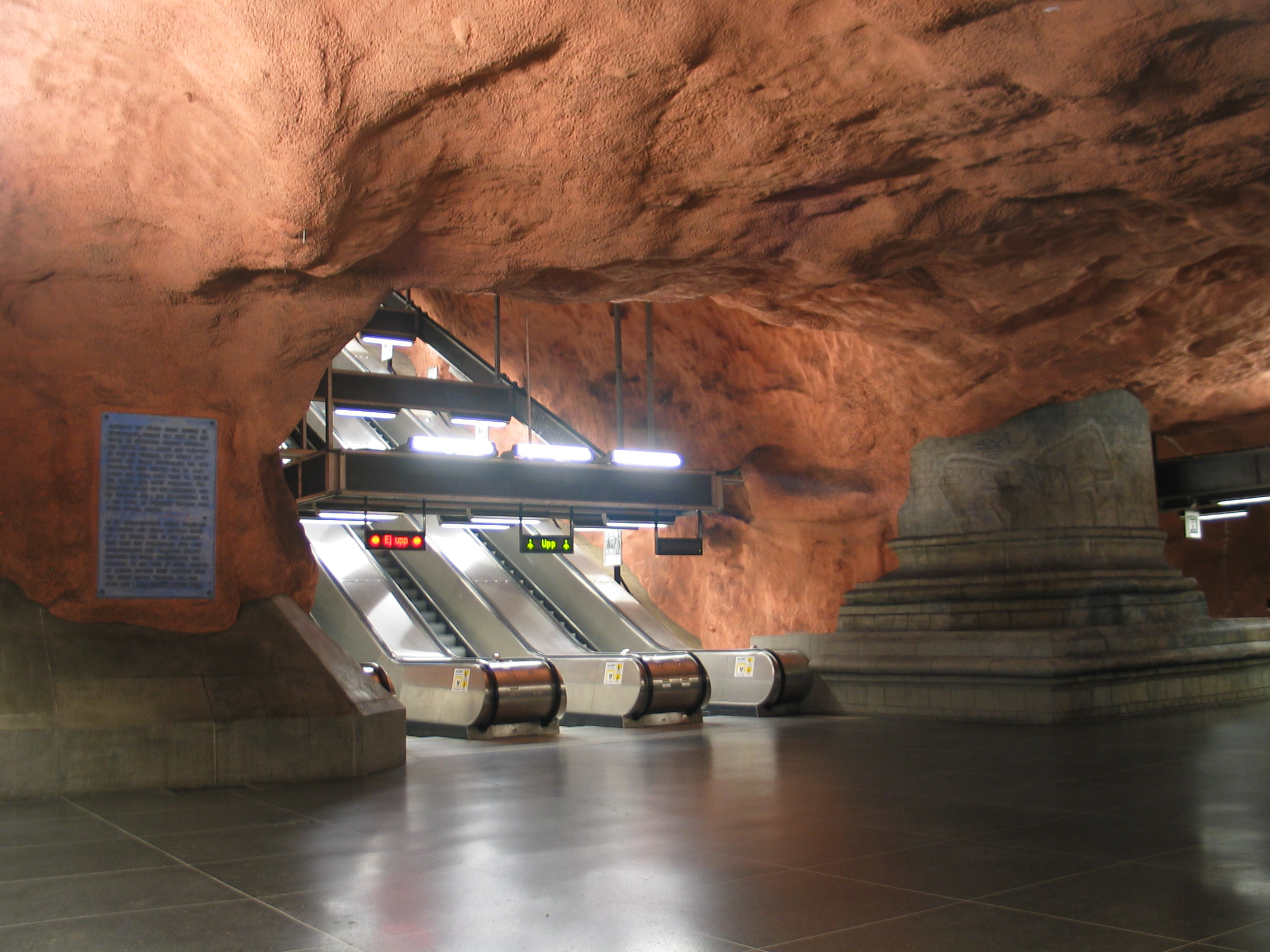
Rådhuset.
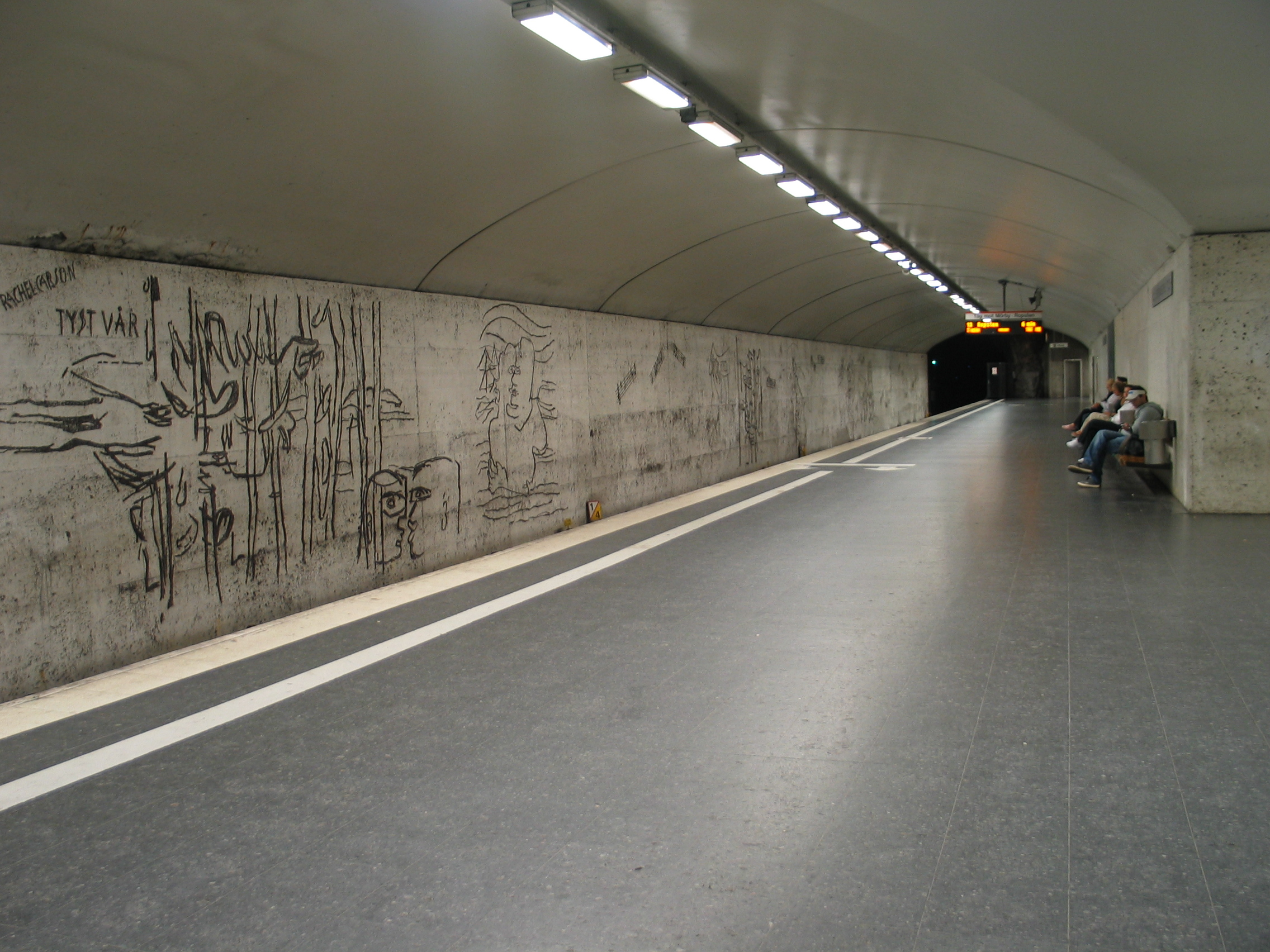
"Ristningar i betong" på Östermalmstorg.
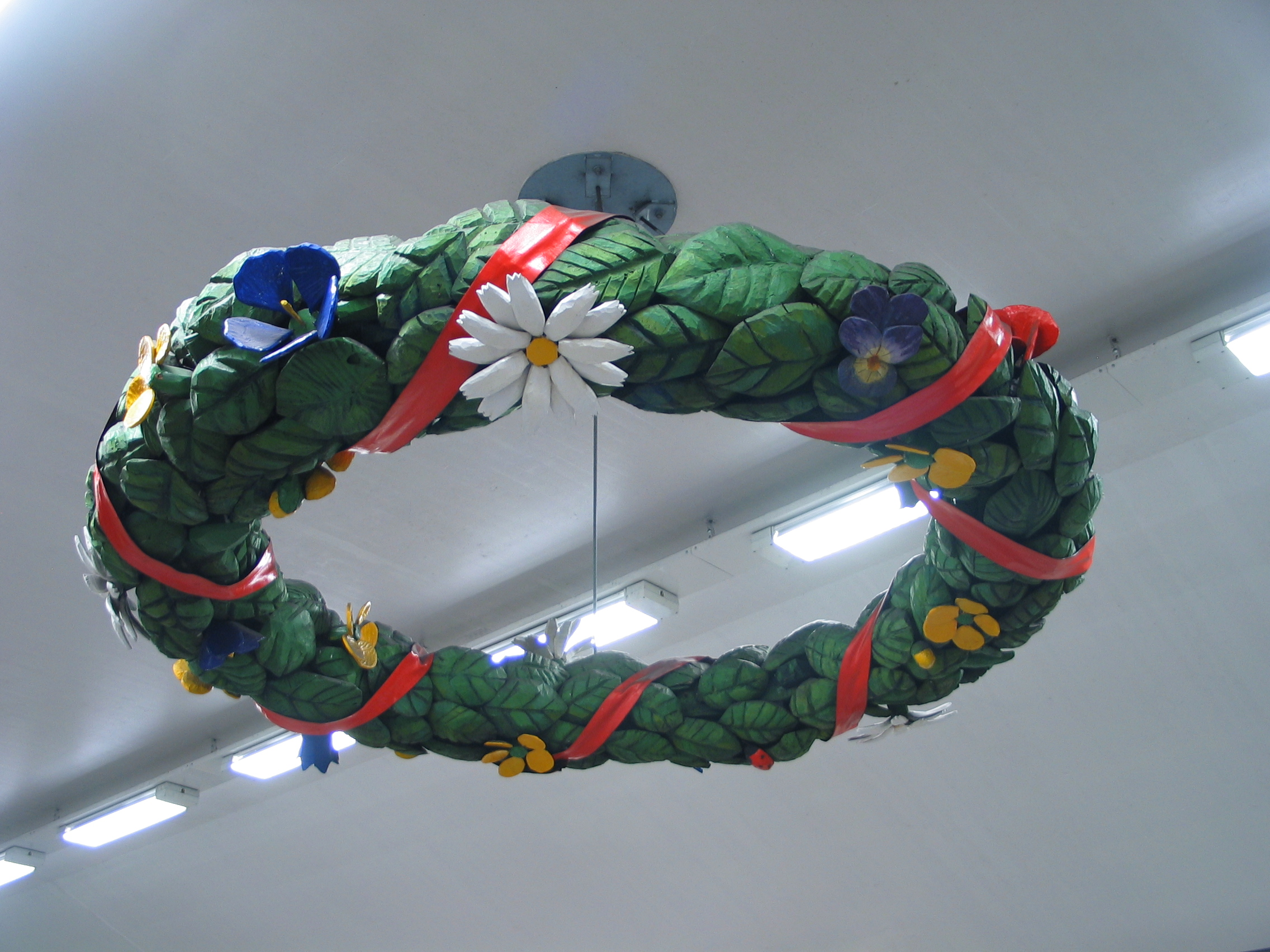
Midsommarkransen.
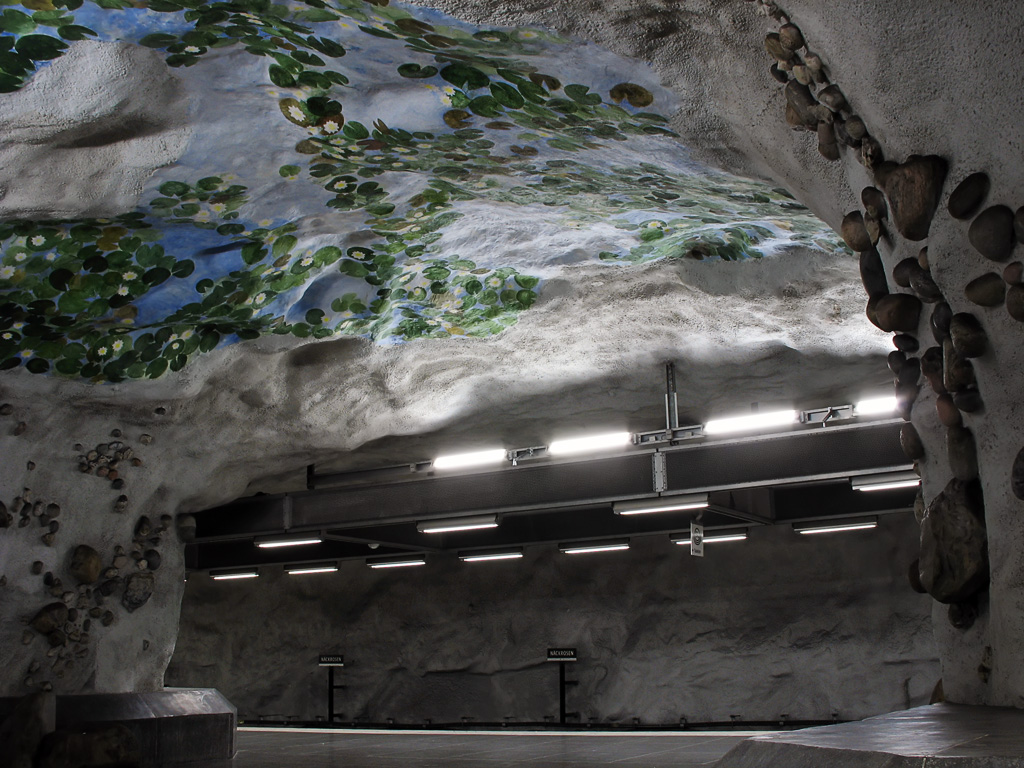
Näckrosen.
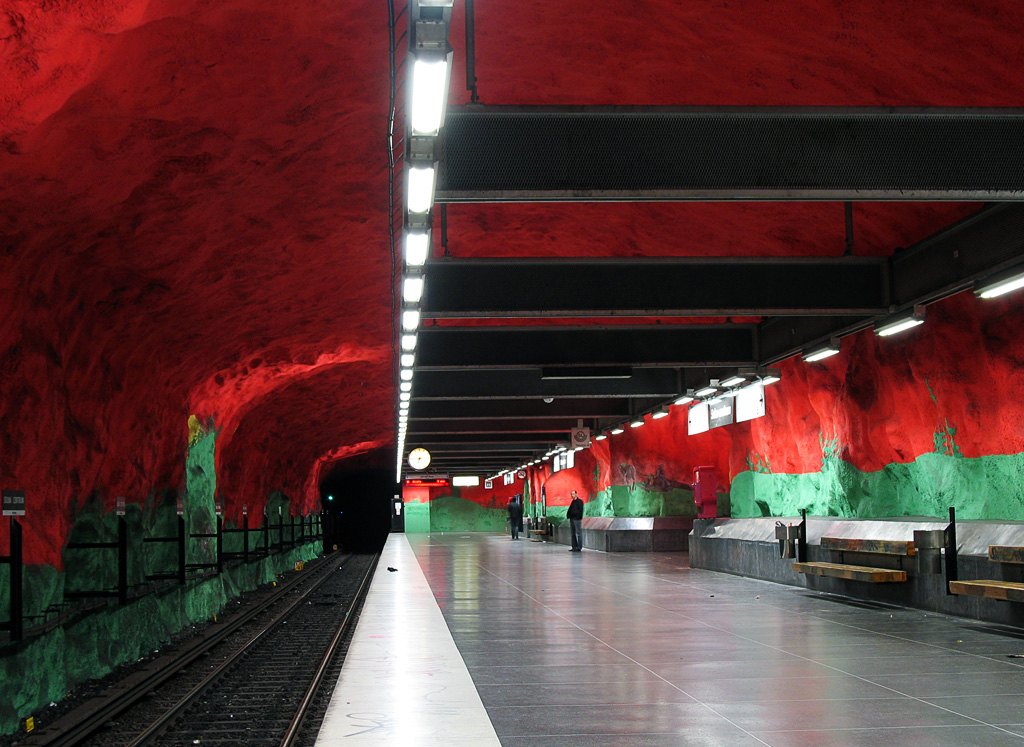
Solna centrum.
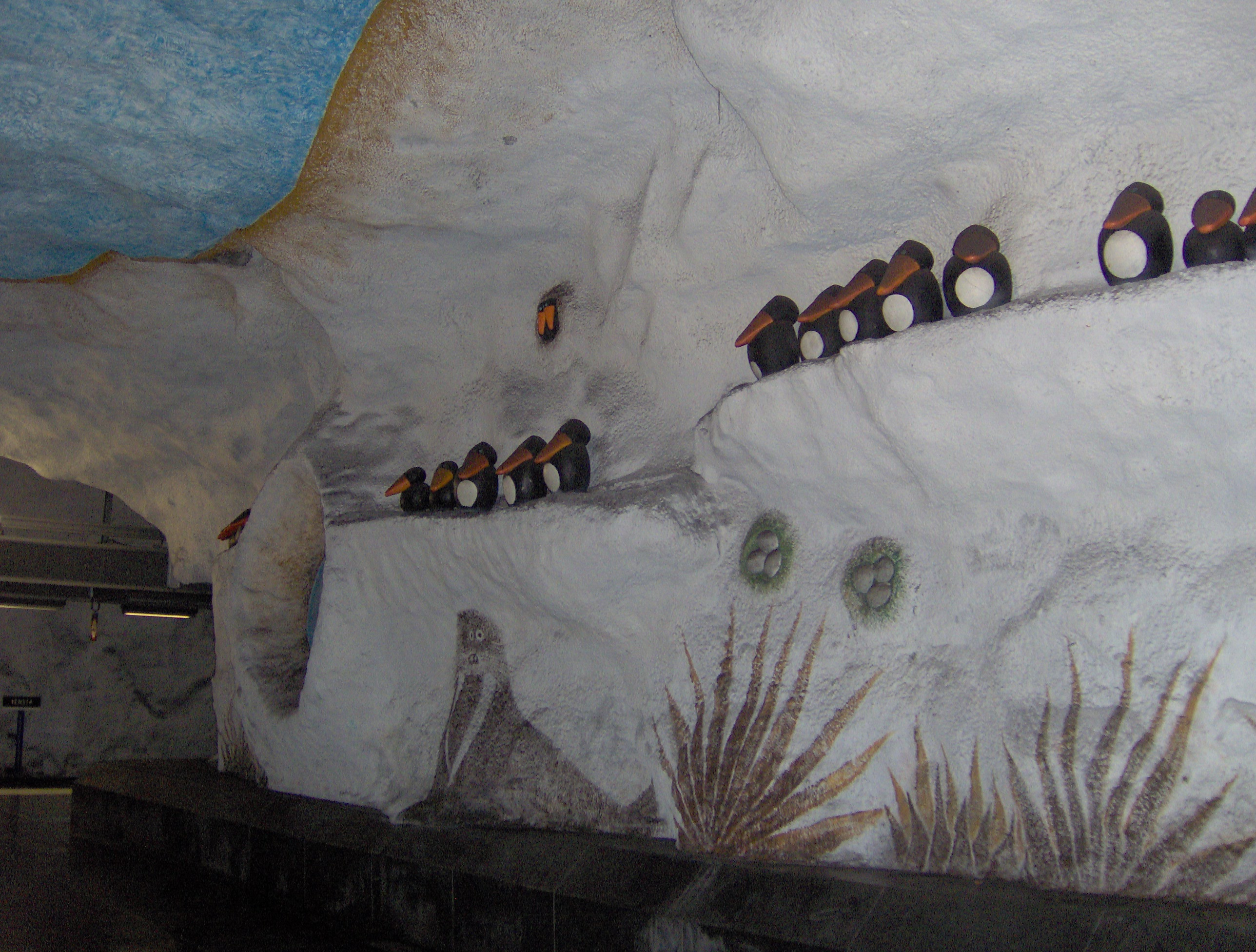
Tensta.
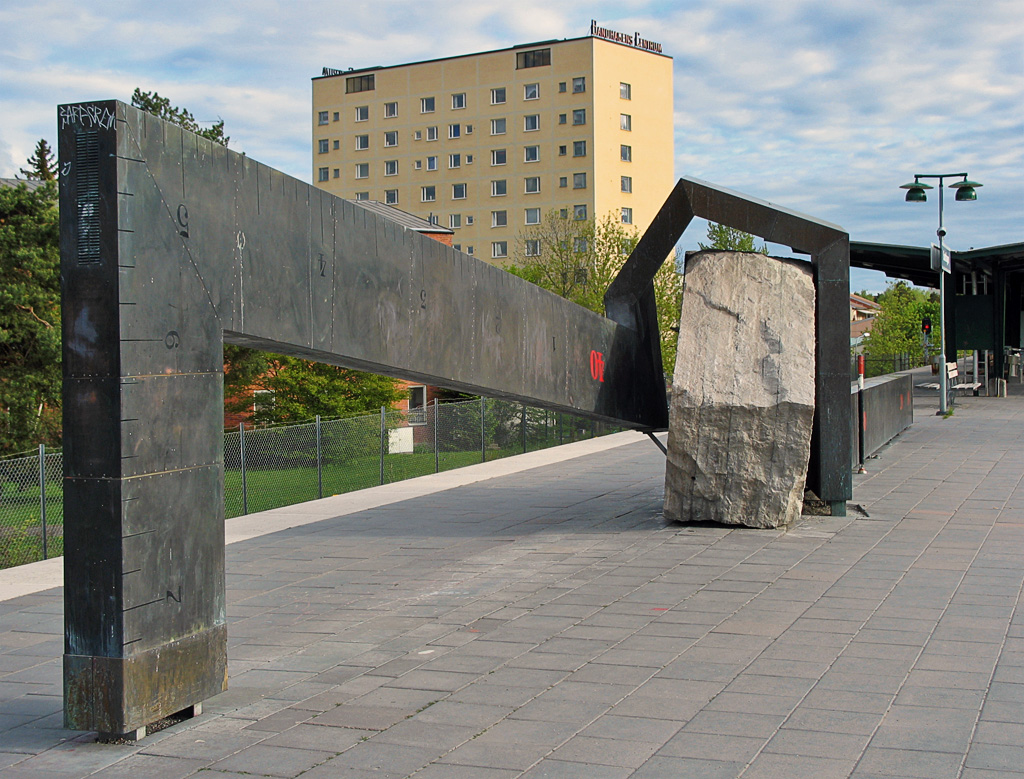
Bandhagen.

## T-symbolen
| Den klassiska och en nyare T-symbol som sedan togs bort. |  | Den klassiska och en nyare T-symbol som sedan togs bort. |
| Den klassiska och en nyare T-symbol som sedan togs bort. |  |                                                          |

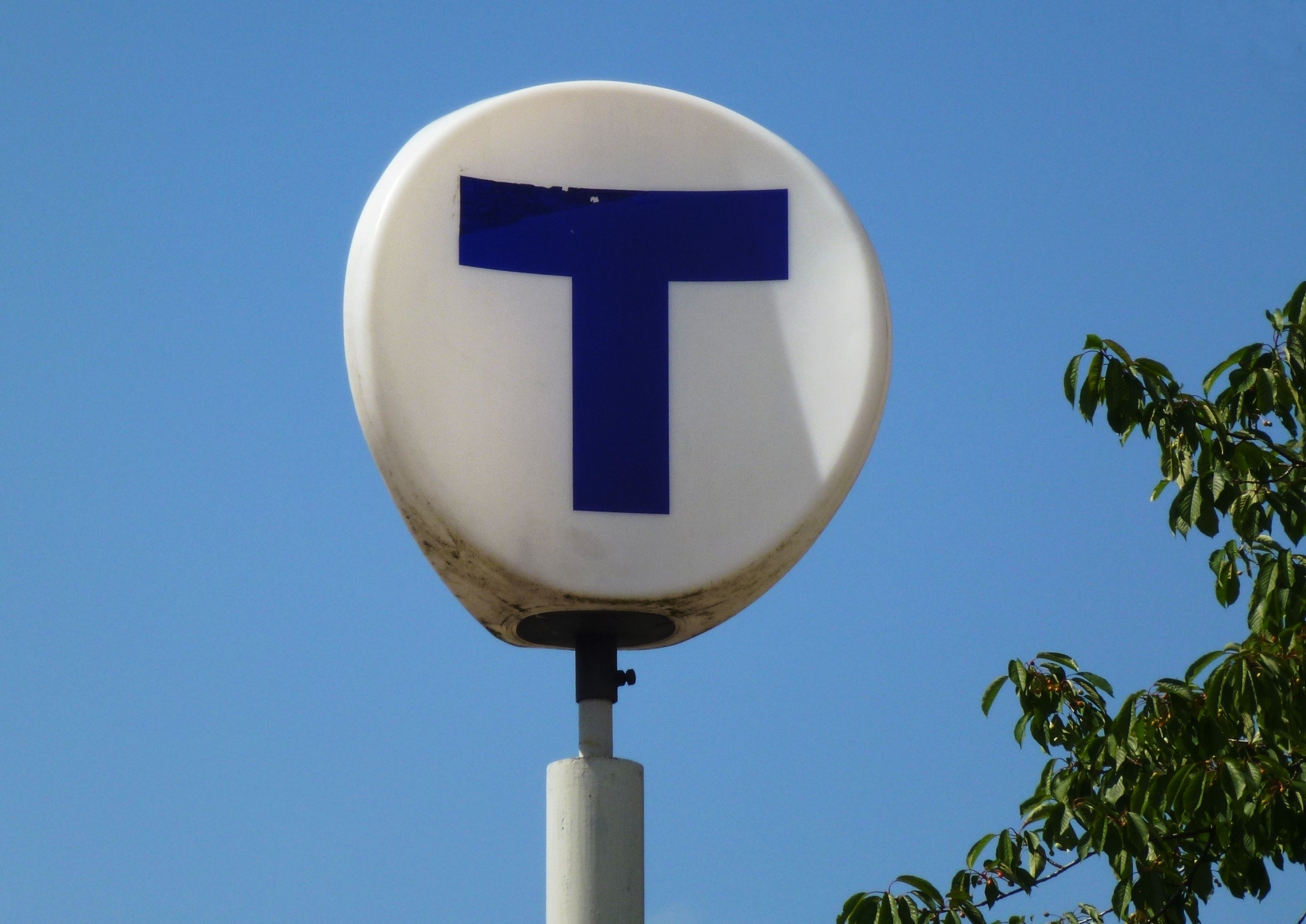
T-symbolen i Hjulsta.

När Södertunneln invigdes 1933 var konstnären Kalle Lodén ansvarig för skyltar och stationernas färgsättning. Han skapade då den första versionen av dagens tunnelbanesymbol med bokstaven "T" i en cirkel. Med tiden har skyltarna och symbolen utvecklats och 1952 började man använda symbolen på en tresidig plåtskylt för att den skulle synas från alla håll.
På slutet av 1950-talet lanserades en ny variant i form av en lykta i halvgenomskinlig plast med konkava sidor, den tändes 1958 för första gången vid ingången till Stockholms tunnelbanestationer och den används än i dag för att markera entréerna. År 2013 nominerades den lysande T-symbolen till årets Lysande skylt.
I början på 2000-talet togs en ny grafisk profil fram för SL av formgivaren Igor Kazakov. Den grafiska profilen vars utformning baserades på två spårliknande balkar skulle omfatta alla skyltar och symboler, inklusive T-symbolen och SL:s logotyp. SL:s styrelse gillade dock inte förslaget och 2004 beslutades att den gamla logotypen skulle vara kvar. Delar av den nya grafiska profilen användes dock på fordon och i vissa trycksaker, såsom kartor och tidtabeller, men togs senare bort helt.

## Teknik

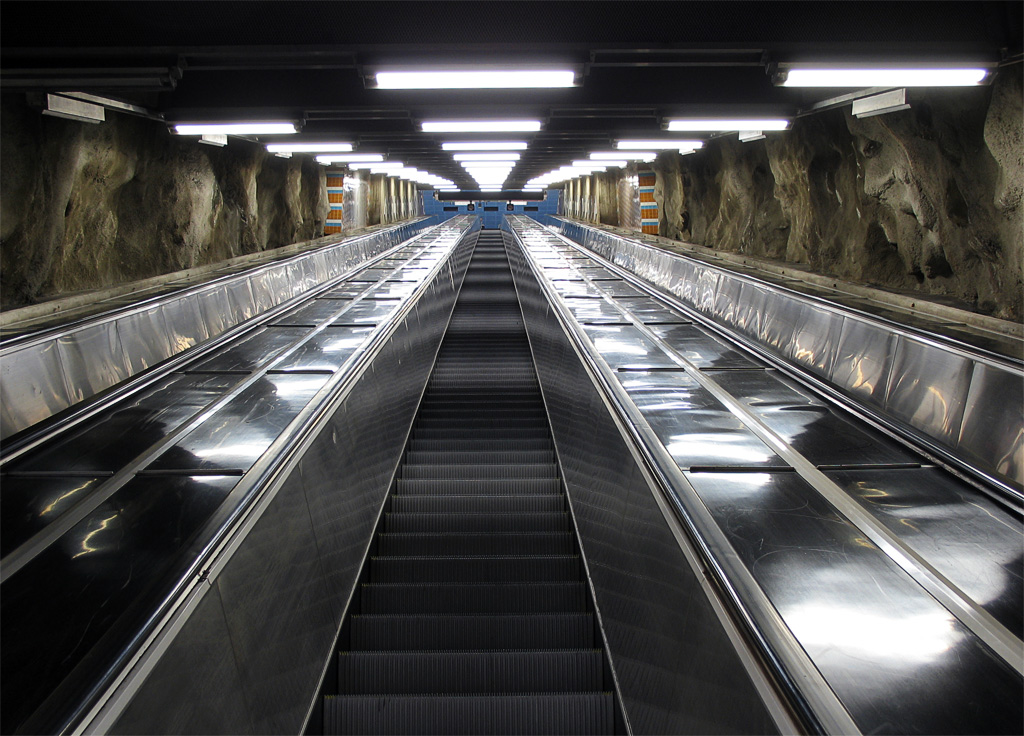
Tunnelbanans (och Sveriges) längsta rulltrappor finns på blå linjen vid station Västra skogen.

Tunnelbanan drivs elektriskt från en strömskena med 750 volts likspänning. År 2013 förbrukade tunnelbanan 207 GWh (gigawattimmar).
Trafiken sker med tunnelbanevagnar av typ C20 och C30. 
Ett fullängdståg består av tre C20-vagnar eller två C30-vagnar och är då cirka 145 meter långt. Vissa sträckor är byggda för tiovagnarståg; eftersom det endast blivit delsträckor används det aldrig praktiskt.
Förutom tunneltågen förekommer, främst nattetid, även arbetståg i trafiken. Dessa kan vara el- eller dieseldrivna, eller både och.
Maxhastigheten i tunnelbanan är i praktiken 70 km/h på gröna linjen, 80 km/h på röda och blå linjerna, samt 50 km/h vid plattformarna. Den blå linjen och vagnarna är konstruerade för 90 km/h; denna hastighet utnyttjas dock inte. Maximal acceleration och retardation är omkring 1,0 m/s², med smärre skillnader beroende på vagntyp.

### Signalsystem
För att möjliggöra tät trafik med god säkerhet använder man i Stockholms tunnelbana signalsäkerhetssystem av tre typer. Det äldsta permanenta signalsystemet är ett reläbaserat system från amerikanska Union Switch & Signal. På Tunnelbana 1 är det sedan 2003 utbytt mot ett datorbaserat signalsystem från tyska Siemens AG (på den gröna linjen). På Tunnelbana 2 pågick en installation av ett signalsystem från amerikansk/italienska Ansaldo STS men efter stora förseningar (systemet skulle ursprungligen vara klart för drift 2014) valde landstinget att säga upp avtalet och stoppa installationen år 2017.
Det äldre signalsystemet har hängt med ända sedan tunnelbanan invigdes på 1950-talet. Det är ett så kallat hyttsignalsystem av kontinuerlig typ, vilket innebär att signalbesked kontinuerligt skickas till första vagnens hyttsignalutrustning genom farrälerna på induktiv väg. Signalen plockas upp av två antenner placerade framför första hjulaxeln, och jämförs med tågets hastighet varvid en automatisk bromsning sker om det går för fort enligt gällande besked. Föraren får uppgift om största tillåtna hastighet i tre steg på en tablå i förarhytten. På en fri sträcka är den största tillåtna hastigheten normalt 80 (90) km/h, vilket visas med signalbeskedet "H" i förarhytten. Då tåget närmar sig ett framförvarande tåg (eller ett annat hinder) bromsas det in till 50 km/h (M-signal) och om avståndet blir ännu mindre till 15 km/h (L-signal), varefter föraren ansvarar för att tåget stannas på rätt ställe. Detta signalsystem möjliggör tidtabeller med 30 tåg per riktning och timme. En per varannan minut, och tätare är möjligt. På den hårdast trafikerade järnvägen i Sverige, förbi Gamla stan, är det 24 tåg per riktning och timme, vilket är nära den teoretiska gränsen för det signalsystemet.
Styrlogiken till det äldre signalsystemet är inrymd i underjordiska rum, ett för varje station, och består av ett komplex av ihopkopplade reläer. Varje så kallat relärumsområde sträcker sig halvvägs till nästa station och kommunicerar även med en trafikledningscentral. Från relärummen skickas signalen för tillåten fart ut till tågen via en spänningsdifferens mellan reläerna, och genom denna detekteras även tågen. Rälerna är isolerade från varandra i segment av varierande längd, och när en tågaxel kortsluter spänningen mellan dem ser signalsystemet till att omgivande spår är fritt från andra tåg genom att signalera via ljussignaler och hastighetsangivelser.
På Tunnelbana 1 ("gröna linjen") har det gamla reläbaserade signalsystemet bytts ut mot ett datorstyrt signalsystem från Siemens, som övervakar även att stoppsignaler inte passeras, samt övervakar hastigheten i 5 km/h-steg. Överföring av signalinformation sker även här, som på det gamla systemet, via spåret men genom datatelegram. Detta system möjliggör även att tågen kan framföras med normal hastighet i båda riktningar på alla spår, vilket det gamla inte var konstruerat förutom på specifika platser. Detta underlättar vid trafikstörningar, eftersom tågen då kan ledas förbi ett hinder på banan, till exempel ett trasigt tåg. Ställverket är tätt integrerat med ett system som möjliggör automatdrift, så kallad ATO-körning (Automatic Train Operation) men detta system har ännu inte tagits i drift i Stockholm. Automatiseringen kan ske i olika nivåer, från enbart automatisk körning till att kunna ge startorder samt öppna och stänga dörrar.
På Tunnelbana 2 ("röda linjen") har ett radiobaserat signalsystem upphandlats från Ansaldo STS, CBTC. Systemet är radiobaserat och tågens position bestäms både av hinderdetektorsystem på banan och genom att tågdatorerna själva rapporterar in sin position till centraldatorn. Systemet installeras av Goodtech och är nu under installation och godkänt för provdrift, men är kraftigt försenat då systemet skulle ha varit i drift redan 2013 parallellt med det gamla systemet. En konkurrerande anbudsgivare överklagade tilldelningsbeslutet redan 2010 då de angav att Ansaldos anbud inte uppfyllde kraven på drifterfarenhet. Överklagandet avslogs av domstol men den kraftiga förseningen av systemleverans visar sig senare ändå att man hade ett visst fog för överklagandet. De nya C30-vagnarna från Bombardier har enbart CBTC installerat och är beroende av att signalsystemet är utbytt, men leveransproblemen har gjort att varken nya tåg eller nytt signalsystem har kunna levererats i tid. En nödplan upprättades där man planerade att köra de nya tågen och det nya signalsystemet mellan Norsborg och Sätra, under två år med start sommaren 2016. Denna tidsfrist kunde emellertid inte heller hållas och införandet har skjutits upp på obestämd tid tills att leverantören kan bevisa att systemet är driftdugligt och säkert. [uppföljning saknas]

### Vagnar

#### Historik

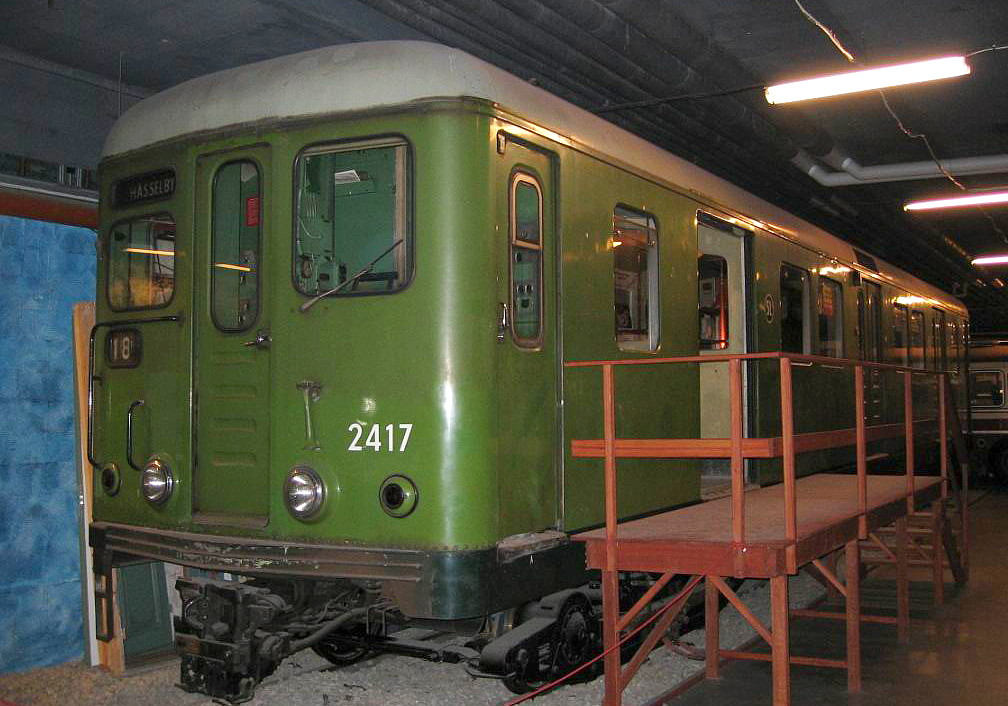
Typ C2.

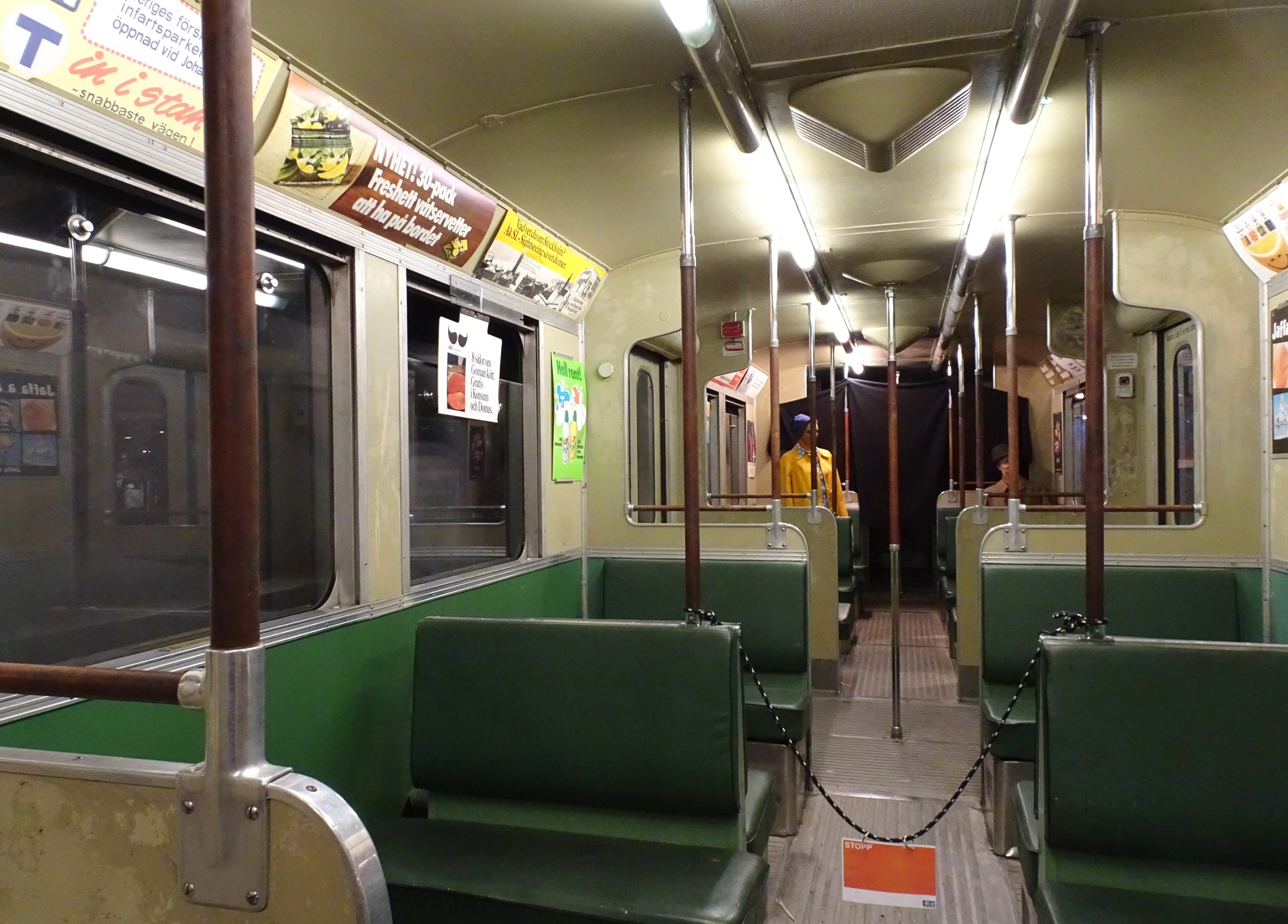
C2 med originalinteriör på Spårvägsmuseet.

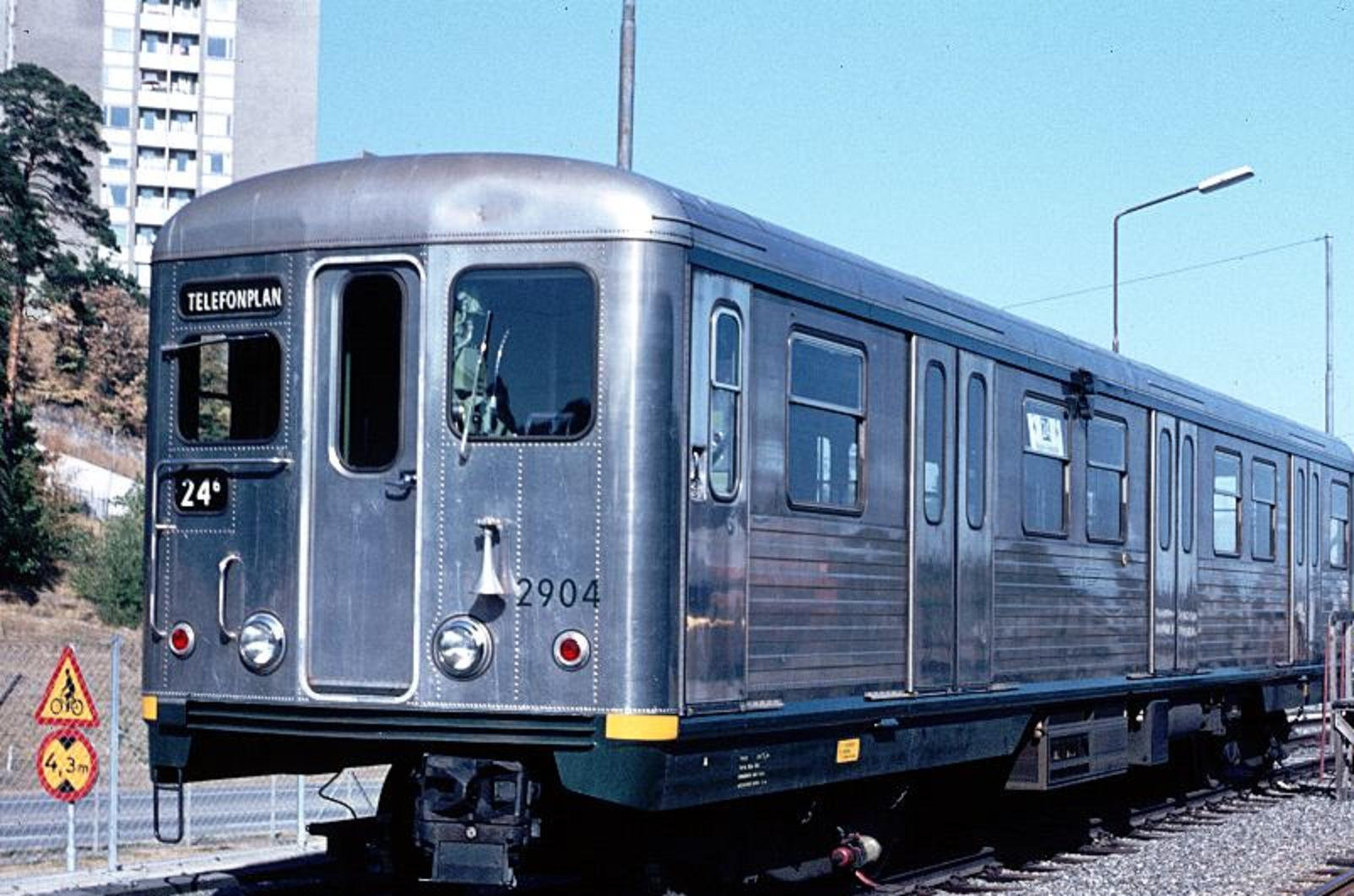
"Silverpilen", typ C5.

Tågen i Stockholms tunnelbana var ursprungligen tvåmansbetjänade. Föraren körde enbart tåget, dörrarna sköttes av en så kallad tågvakt, som var placerad i mitten av tåget. Enmansdrift infördes 1965 på tåg med högst fem vagnar, vilket innebär att föraren, som kallas tunneltågförare, både sköter dörrarna och kör tåget. Sedan 1980 tillämpas enmansdrift på alla tåg oavsett längd. Detta möjliggjordes genom att intern-TV-monitorer uppsattes på de stationer där sikten var begränsad på grund av kurva eller annat hinder.
Till trafiken på den gröna linjen levererades ursprungligen vagnar av typ C1–C3, av vilka de flesta under 1970- och 80-talet byggdes om till modernare C12 och C13. Dessa kompletterades senare under 1980-talet med vagntyp C14, C14z samt C15. Den röda linjen trafikerades ursprungligen med vagntyp C4 och C5. I början av 1970-talet kompletterades dessa med den modernare typ C6. Till trafiken på den blå linjen levererades vagntyp C7–C9, men vagnar av typ C6 sattes senare också in på den blå linjen. Under 1990-talet byggdes de flesta C6 om till C6H. Samtliga vagnar av typerna C1–C15 är utrustade med amerikanska Westinghouse-koppel och samkörbara med varandra, även om de inbördes uppvisar stora skillnader.
Utseendemässigt går en tydlig skiljelinje mellan vagntyperna C1–C5 å ena sidan och C6–C15 å den andra så att C1–C5 har mindre och olikstora frontrutor, medan C6–C15 har större och likstora. Utöver detta skiljer sig en hel del tekniskt mellan vagntyperna. Tunnelvagnarnas färgsättning var ursprungligen grön utvändigt och grön/beige invändigt, men från och med att blå linjen invigdes 1975 infördes även blå utvändig färgsättning i kombination med orange/gul invändigt. Sedan dess har dessa färger använts parallellt. Invändigt har även brunt, vitt och brunlila förekommit. Passagerarsätena var ursprungligen utförda som tjocka gröna galonsoffor, men dessa har med tiden bytts ut mot bruna eller blå textilsitsar.
Av de äldsta vagntyperna finns idag fyra vagnar av typ C2 sparade; en står på Spårvägsmuseet som museivagn, och tre är så kallade veteranvagnar, vilka i samband med Stockholms tunnelbanas femtioårsjubileum år 2000 upprustades till i princip ursprungsskick. Av vagntyp C3 finns en vagn sparad som veteranvagn, vilken i likhet med de tre C2:orna upprustades till ursprungsskick år 2000. Av vagntyp C4 finns en vagn sparad som veteranvagn, denna är dock (ännu) inte upprustad till ursprungsskick. Ett fåtal C13 har sparats för infrastruktur- och fordonsägaren SL:s behov men används ej i trafiken.
Äldre tunnelvagnstyper (levererade 1949–89):
| - C1 - C2 - C3 - C4 - C5 - C6 - C6H - C7 | - C8 - C8H - C9 - C12 - C13/C13H - C14/C14H - C14z - C15/C15H |

Littera C10 och C11 används för vagnstyper på Saltsjöbanan. C16 fanns också på Saltsjöbanan under en kort tid som var tidigare tunnelbanevagnar. 
Tiden 1933–1950 (spårvagnar som trafikerade tunnelsträckan Ringvägen–Slussen, urval):
- A12
- B17
- A13 (Örbyvagn)
- B13 (Örbyvagn)
- A23 (Ängbyvagn)
- A24 (Ängbyvagn)
- B23 (Ängbyvagn)
- B24 (Ängbyvagn)

(Stommen i trafiken utfördes med de så kallade Örbyvagnarna A13/B13 som specialdesignats för uppgiften.)

#### Nutid

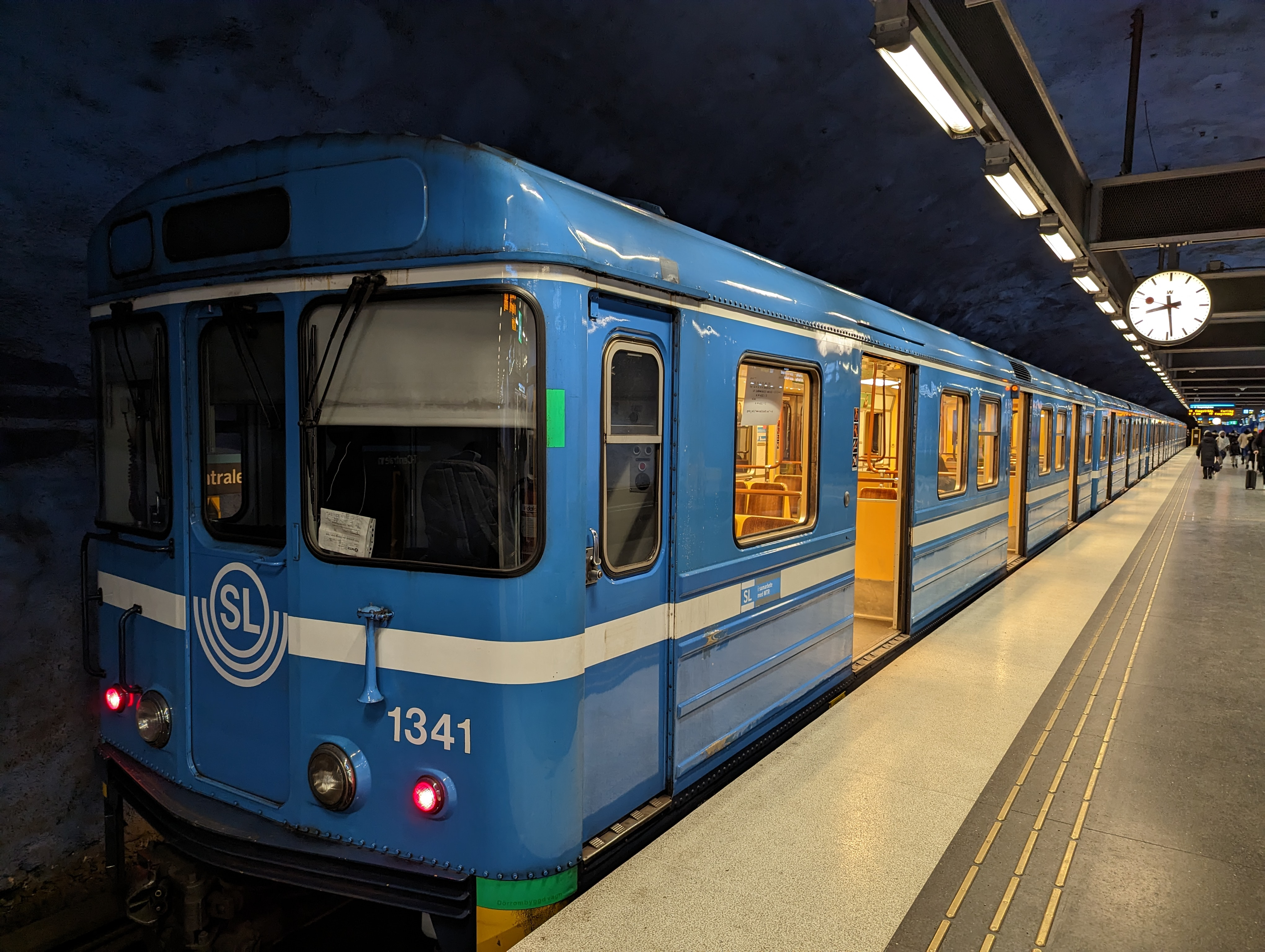
Äldre vagn C14 vid T-centralens blåa linje.

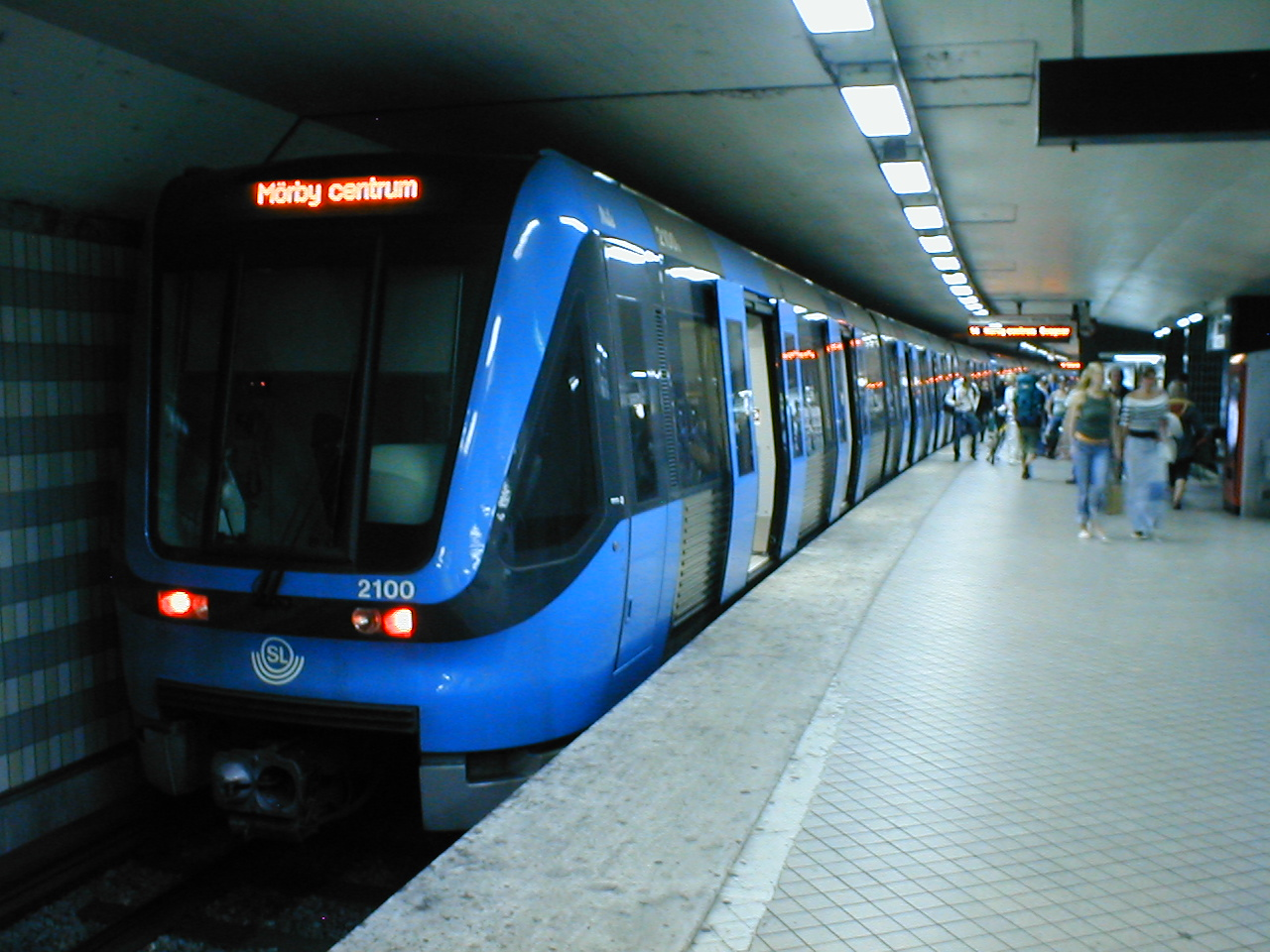
Typ C20.

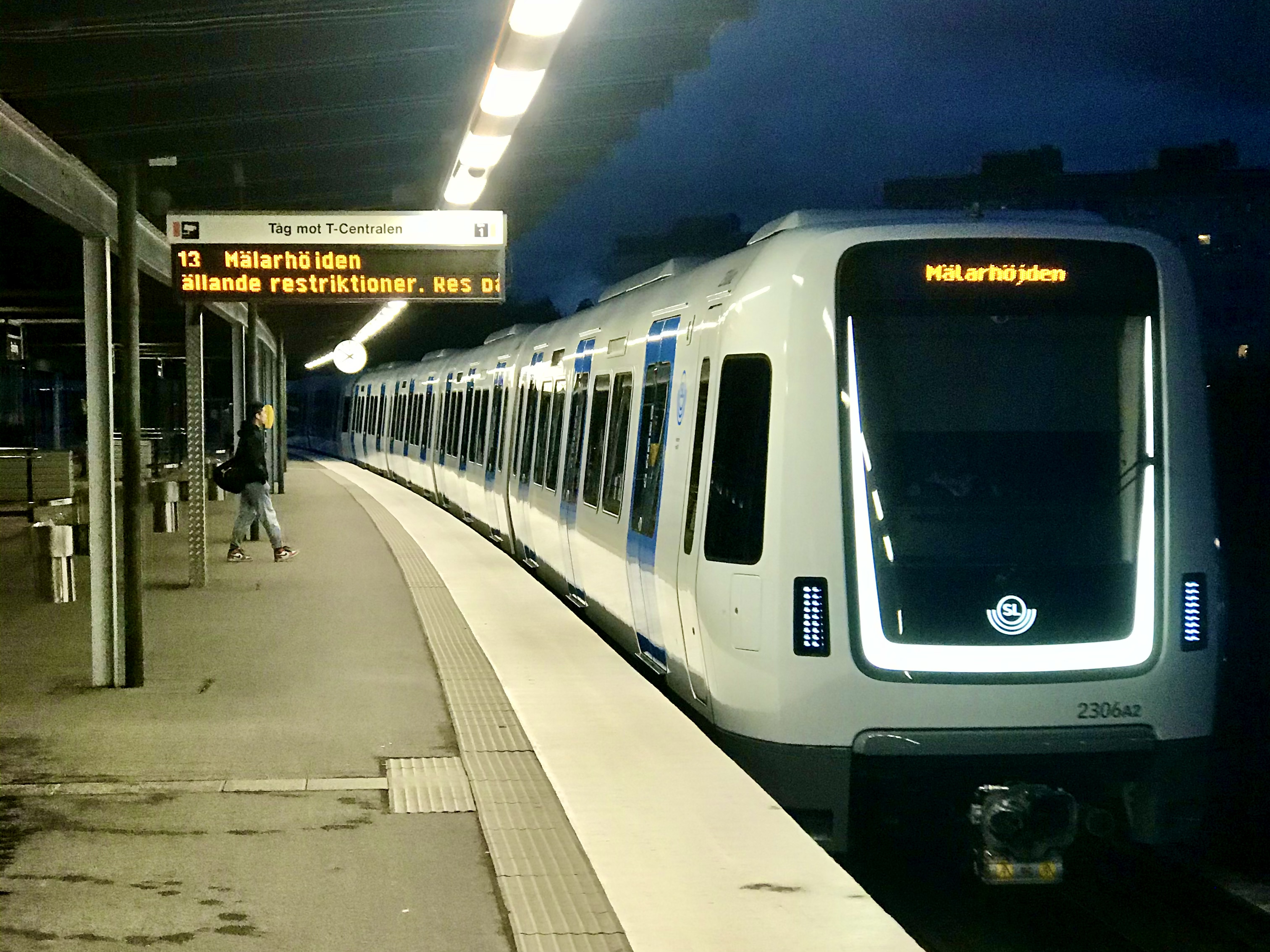
Ett tåg av typ C30 anländer till Bredäng.

Stockholms tunnelbana trafikeras av de nyare tågen C20 och C30, då de äldre CX-vagnarna rangerats ut från passagerartrafik.
Vagntypen C20 är för närvarande (2024) de helt dominerande vagnarna i Stockholms tunnelbana. De är moderna ledade vagnar à 46,5 meter (motsvarande 2 2/3 Cx-vagnar) som rymmer 126 sittande passagerare. Till skillnad från de äldre vagnarna är C20 och C20F utrustade med tyska Scharfenbergkoppel. Detta innebär att de äldre och de nyare vagnarna inte är samkörbara med varandra. C20/C20F körs i allmänhet i två- eller trevagnståg. Ett fullsatt trevagnståg med C20/C20F kan medföra 1000–1200 trafikanter, varav 378 sittande. C20/C20F upplevs i passagerarutrymmet som väsentligt tystare än sina föregångare, och de uppvisar även en betydligt mjukare gång på spåret. 
I juni 2018 levererades det första tåget av vagntypen C30. Totalt har 48 tåg beställts till ett värde på cirka fem miljarder kronor. Trafikstarten ägde rum i augusti 2020 på
den röda linjen. C30-vagnarna är 70 meter långa vilket innebär att ett fullt tågsätt består av två vagnar till skillnad från motsvarande av C20, som består av tre. Vagnarna är utrustade med teknik som möjliggör förarlös drift, men för att det ska kunna tas i bruk krävs att ett nytt signalsystem installeras. SL var tidigare i färd med att installera ett sådant på den röda linjen, men projektet avbröts efter att ha drabbats av åtskilliga förseningar. I maj 2023 utrangerades C6 och C30 har tagit över trafiken på röda linjen. C20 är kvar ett tag till sålänge behovet finns.
Nuvarande vagntyper
- C20
- C30

#### Översiktstabell
Observera att tabellen inte är direkt jämförbar beträffande fullängdståg, då de olika vagntyperna är olika långa. Ett Cx-tåg i full längd har 8 vagnar, medan C20 och C30 har 3 respektive 2 vagnar. Detta innebär till exempel att det totala antalet sittplatser i ett C20-tåg av full längd är 378 medan motsvarande siffra för C30 är 280.
| Beteckning                       | C2        | C3        | C4        | C5        | C6        | C7   | C8        | C9        | C14  | C15  | C20       | C20F | C30       |
| -------------------------------- | --------- | --------- | --------- | --------- | --------- | ---- | --------- | --------- | ---- | ---- | --------- | ---- | --------- |
| Antal säten [platser]            | 52        | 52        | 48        | 48        | 48        | 48   | 48        | 48        | 48   | 48   | 126       | 126  | 140       |
| Korgbredd [cm]                   | 280       | 270       | 278       | 278       | i.u.      | 280  | 280       | 280       | 280  | 280  | 290       | 290  | 291       |
| Klimatanläggning                 | nej       | nej       | nej       | nej       | nej       | nej  | nej       | nej       | nej  | nej  | nej       | ja   | ja        |
| Högsta tillåtna hastighet [km/h] | 80        | 80        | 80        | 80        | 80        | 90   | 80        | 90        | 80   | 80   | 90        | 90   | 90        |
| Tomvikt [ton]                    | 29,0–30,7 | 28,2–29,0 | 23,1–24,0 | 20,0      | 22,7–23,4 | 25,0 | 23,0–23,6 | 25,0      | 24,5 | 25,0 | 67,0      | 65,0 | 58,0      |
| Leverans                         | 1949–1961 | 1957–1959 | 1960–1967 | 1963–1965 | 1970–1974 | 1973 | 1974–1975 | 1976–1977 | 1985 | 1985 | 1996–2004 | 2003 | 2018–2023 |

## Beslutade utbyggnader
Det har funnits flera olika planer för framtida utbyggnader av tunnelbanan. Beslutade planer finns i tabellen.
| Linje | Sträcka | Längd km | Tidigast färdig |
| ----- | --- | -------- | --------------- |
| Blå   | Akalla - Barkarbystaden - Barkarby | 4,1      | 2027            |
| Gröna | Odenplan - Hagastaden - Södra Hagalund - Arenastaden | 4,0      | 2028            |
| Blå   | Kungsträdgården - Sofia - Gullmarsplan (ny station) – Slakthusområdet - Sockenplan (Hagsätra-grenen tas över av Blå linjen) samt Sofia - Hammarby kanal - Sickla - Järla - Nacka | 11,5     | 2030            |
| Gröna | Globen och Enskede gård läggs ned. Ca 2 km spår tas bort. | -2,0     | 2030            |
| Gula  | Fridhemsplan (ny station) - Liljeholmen (ny station) - Årstaberg - Årstafältet - Östbergahöjden - Älvsjö                                                                         | 8,0      | Omkring 2035    |
| Summa | | 25,6 km  | Omkring 2035    |

### Stockholmsförhandlingen: Tunnelbana 1

#### Arenastaden
Enligt Stockholmsförhandlingen 2013 beslutades det att en avgrening av Gröna linjen ska ske från Odenplan. Den kallades efter en namntävling under en period för "Gula linjen" men är sedan maj 2023 betecknad som en del av den Gröna linjen. Utbyggnaden beräknas öppna 2028. Den nya sträckan kommer att gå från befintlig station Odenplan till en ny station Hagastaden, vidare via Hagalund för att avslutas vid station Arenastaden (vid Solna station).

### Stockholmsförhandlingen: Tunnelbana 3
I Stockholmsförhandlingen 2013 beslutades det fler utbyggnader av Tunnelbana 3, även kallad blå linje.

#### Nacka
Då den blåa linjen projekterades på 1960-talet fanns planer på att även bygga en fortsättning från Kungsträdgården till Nacka, men planerna förverkligades inte. Idag planeras en utbyggnad till Nacka Forum, där en ny bussterminal för trafik mot olika delar av Nacka ska byggas för att avlasta bussterminalen vid Slussen. År 2013 beslutades det att linjen kommer att gå Kungsträdgården - Sofia - Hammarby kanal - Sickla - Saltsjö-Järla - Nacka centrum. Byggstart beräknades ske 2019 och planeras att färdigställas sju–åtta år senare.

#### Hagsätra
I Stockholmsförhandlingen ingår även en utbyggnad från Sofia till Sockenplan, vilket innebär att Hagsätragrenen blir blå. Sträckningen genom Slakthusområdet med en ny station beslutades i maj 2015. Därmed försvinner stationerna Globen och Enskede gård. Byggstart beräknades ske 2019 och färdigställandet planeras att ske sju-åtta år senare.

#### Barkarby
En förlängning är beslutad av blåa linjen från Akalla till Barkarbys pendeltågsstation, för att där möjliggöra byten till pendeltågen och försörja ett nytt bostadsområde kallat Barkarbystaden, mellan Barkarby och Akalla. Byggstart är planerad till tidigast 2018 med planeras att färdigställas 2026.

#### Fridhemsplan–Älvsjö
Enligt avtal inom Sverigeförhandlingen den 30 mars 2017 ska tunnelbana byggas ut med sträckningen Fridhemsplan–Älvsjö. Förslag om anslutning till såväl Tunnelbana 1 vid Odenplan och Hagsätra, Tunnelbana 2 vid Liljeholmen samt Tunnelbana 3 vid Västra Skogen har behandlats under utredningstiden, men gällande planering avser en separat bana.
Den nya banan skall gå i tunnel under Mälaren mellan nybyggda stationer vid Fridhemsplan (under den befintliga stationen på Blåa linjen) och Liljeholmen (under den befintliga stationen på Röda linjen). Från den nya stationen i Liljeholmen går linjen vidare i tunnel till nya stationer i Årstaberg, Årstafältet, Östbergahöjden och Älvsjö. Byggstart planeras till cirka 2025 och trafikstart cirka 2035.[källa behövs]

## Diskussioner och förslag om framtida utbyggnader

### Tunnelbana 1

#### Från Skarpnäck
På 1960-talet fanns lösa idéer på att förlänga linjen till Bagarmossen ända till Bollmora. När linjen förlängdes från Bagarmossen till Skarpnäck 1994 byggdes en ny underjordisk station vid Bagarmossen och linjen rätades ut för att möjliggöra högre hastigheter inför en fortsatt förlängning. Någon ytterligare mer utförlig planering för förlängning har dock inte gjorts.

#### Från Hagsätra
Sedan 1950-talet finns det ett spårreservat i förlängningen av linje 19:s nuvarande slutstation Hagsätra. Tanken har varit att skapa en anslutning mellan tunnelbana och pendeltåg i Älvsjö. Frågan aktualiserades av Stockholms stad genom ett initiativ i februari 2014 i samband med ett större bostadsbyggnadsprojekt i Älvsjö.

#### Mellan Alvik och Vällingby via Bromma flygplats
I Stockholms stads förslagshandling till Sverigeförhandlingen diskuterades ett snabbspår mellan Alvik och Vällingby via Bromma flygplats och Beckomberga. Alternativet finns inte med i Sverigeförhandlingens slutrapport.
Det har även förekommit ett stort antal andra förslag gällande tunnelbana till Bromma flygplats i den allmänna debatten.

### Tunnelbana 2

#### Från Ropsten
Ropstens tunnelbanestation ligger på en viadukt ut mot Lilla Värtan. Det fanns under 1960- och 1970-talet planer på att förlänga röda linjen från Ropsten på en bro över Lilla Värtan parallellt med Lidingöbroarna, och vidare norrut under Lidingö mot en planerad förort på Bogesundslandet. Det har även funnits planer på att förlänga nuvarande linjen från Ropsten med en ny slutstation i Lidingö centrum dit Lidingös bussar kan ansluta, så de slipper åka över bron till Ropsten. Planen har för närvarande (2012) stöd från oppositionen i landstinget. En alternativ sträckning skulle vara söderut mot Dalénum, senast enligt en utredning av SL och Lidingö kommun 2007. Utredningen rekommenderade en upprustning och uppgradering av Lidingöbanan framför en utbyggd tunnelbana.

#### Från Mörby centrum
Då SL tidigare ville lägga ner Roslagsbanan planerades en del av Roslagsbanans banvall att återanvändas för tunnelbanan som skulle komma upp till ytan vid Mörby och sedan fortsätta på Roslagsbanans banvall till en planerad slutstation vid Hägernäs. Sedan ändrades planerna så att tunnelbanan istället skulle gå via Danderydsberg och Näsbydal till en slutstation i Täby centrum. Men detta fullbordades inte heller utan efter en ganska lång diskussion i landstinget beslöts 1981 att tunnelbanan tills vidare fick ha sin slutstation i Mörby centrum, och att Roslagsbanan skulle rustas upp.
Under slutet av 1980-talet och början av 1990-talet diskuterades istället en förlängning till Häggvik där en ny regionaltågsstation planerades. Dessa diskussioner ebbade dock ut då 90-talskrisen inte medgav ytterligare investeringar. 
Under 2000-talet och i Sverigeförhandlingen lyftes åter möjligheten till en tunnelbaneförlängning till Täby/Arninge tillsammans med en pendeltågsgren till Täby via Solna som två olika alternativ till att bygga ut Roslagsbanan till T-Centralen.

#### Från Fruängen
Inom Sverigeförhandlingen studerades en utbyggnad från Fruängen till Segeltorp och Kungens kurva.

### Tunnelbana 3

#### Från Nacka centrum
Utöver den utbyggnad som planeras till följd av Stockholmsförhandlingen 2013, har Stockholms Läns Landsting och Nacka kommun har tagit fram en idéstudie hur tunnelbanan kan förlängas från Nacka centrum till Orminge. Det har även gjorts utredningar om tunnelbana ända till Gustavsberg.[källa behövs]

#### Från Akalla
Då den blå linjen projekterades under rekordåren på 1960-talet var det tänkt att även Hanstaområdet skulle bebyggas.  Blå linjen till Akalla var då tänkt att fortsätta norrut till Bögs gård. I början på 1970-talet tänkte man sig att flera nya stadsdelar skulle byggas på norra Järvafältet och att Akalla-grenens nya slutstation skulle ligga längre norrut, vid det gamla torpet Alboda, med Hansta, Sten, Nysved och Fäboda som mellanstationer - denna sträckning planerades då att öppnas 1983. Men utbyggnaden stoppades 1991 av en folkrörelseprotest och Hansta blev istället naturreservat 1999, och blå linjens nordligare gren fick tills vidare sluta i Akalla. Senare bildades fler naturreservat nordväst om Hansta och idag är i stort sett hela norra Järvafältet naturreservat. Istället byggs en linje från Akalla mot Barkarby, se ovan.

#### Mellan Hjulsta och Barkarby
I Stockholms Stads förslagshandling till Sverigeförhandlingen diskuterades att binda ihop Hjulsta och Barkarby, vilket skulle möjliggöra genomgående trafik mellan norra och södra Järvafältet. Alternativet finns inte med i Sverigeförhandlingens slutrapport.

### Idéskisser
Under 2010-talet presenterades flera övergripande idéskisser från olika intresseorganisationer. Till exempel presenterade Stockholms handelskammare i oktober 2017 en rapport som inkluderade förslag på en kraftig utbyggnad för att möjliggöra ny bebyggelse. I förslaget ingår bland annat förlängning av Nackalinjen till Gustavsberg, förlängning av Skarpnäckslinjen till Bollmora, förlängning av Fruängenlinjen till Huddinge, förlängning av Mörbylinjen till Arninge, samt några nya tvärförbindelser.

## Nedlagda stationer

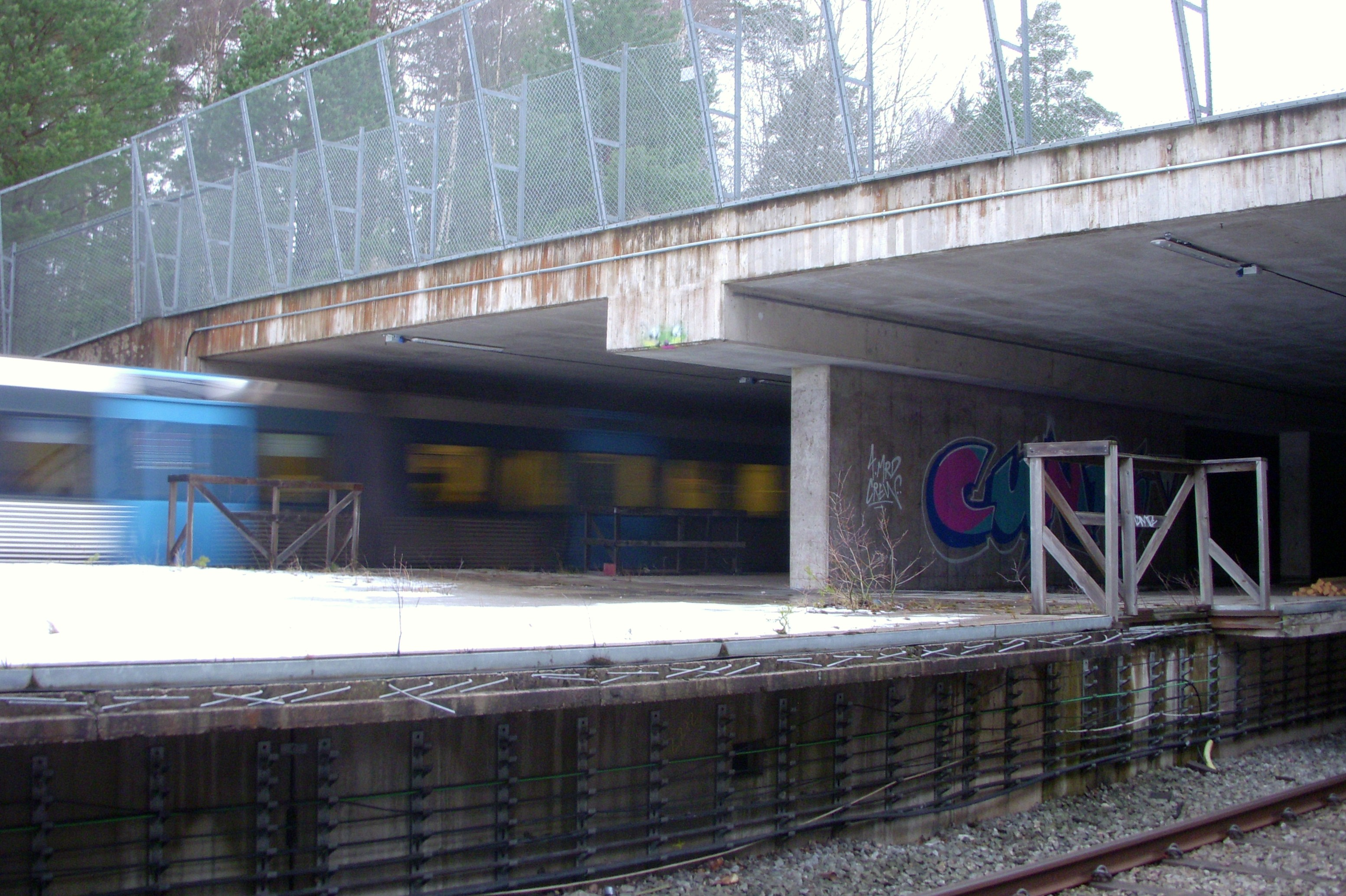
"Spökstationen" Kymlinge, 2012.

I Stockholms tunnelbanenät finns ingen nedlagd station, men en station har flyttats: Bagarmossens gamla station i ytläge. Då grenen mot Bagarmossen förlängdes till Skarpnäck 1994 fick Bagarmossen en ny station under jord. Den gamla stationen i ytläge revs, och markområdet används idag som parkeringsplats och för flerfamiljshus. I Farsta och Vällingby var tunnelbanestationerna provisoriska vid invigningen av linjerna. Farstas provisoriska station låg något längre norrut och Vällingbys station hade till en början provisoriska perronger precis öster om nuvarande station. "Spökstationen" Kymlinge har aldrig varit färdigställd eller i bruk.
Under en ombyggnad av Alviks tunnelbanestation på 1990-talet användes den gamla spårvagnshållplatsen Traneberg i några månader som tillfällig ändstation för tunnelbanetågen från innerstaden. Plattformen från spårvagnshållplatsen, som låg vid vägen Tranebergsslingan, hade blivit kvar mellan spåren under alla år och den höjdes och förlängdes nu med en tillfällig träplattform. Turtätheten minskades för att man skulle hinna vända tågen. När ombyggnaden av Alvik var klar revs den tillfälliga träplattformen. Även den underliggande spårvagnsplattformen revs och finns alltså inte längre kvar mellan spåren.